# 남북 전쟁
남북 전쟁(南北戰爭, 영어: The American Civil War(The Civil War))은 미국에서 일어난 내전이다. 1861년 4월, 노예제를 지지하던 남부주들이 모여 남부연합을 형성하며 미합중국으로부터의 분리를 선언한 뒤, 아메리카 남부 연합군(이하 '남군')이 사우스캐롤라이나주 찰스턴 항의 섬터 요새 포격을 시작으로 1861년부터 1865년까지 4년 동안 벌어진 전쟁이다. 전쟁 결과 남부연합군이 패했고, 미국 전역에서 노예제를 폐지한 중요한 계기가 되었다.

## 남북전쟁의 원인
미국의 노예폐지 운동은 18세기부터 시작되었다. 1775년 첫 반-노예제 모임이 필라델피아에서 만들어졌고, 펜실베이니아주 의회는 처음으로 《노예해방법》을 1780년에 통과시켰다. 이 후 4개의 다른 북부 주들도 이런 움직임에 동참했으며, 1787년 북서부 영토(지금의 오하이오주 및 그 주변)에서도 〈북서부 조례〉를 통해 노예제도를 폐지했다. 이로 인해 노예제를 폐지한 북부와 노예제를 여전히 법으로 인정하는 남부의 두 지역으로 나뉘게 되었다. 물론 북부에서 노예제에 반대한 이유는 북부 사람들이 인도주의자들이어서가 아니라 농업을 중시하는 남부에 있는 노예들을 분산시켜 그 세력의 힘을 약화시킴과 동시에 북부 공업에 그 노동력으로 사용하고자 한 것이다.

### 남부의 자유주 확대에 대한 우려
노예 소유를 허용하는 남부와 금지하는 북부가 공존하는 상황에서 갈등은 피할 수 없었다. 링컨은 당시 노예제를 시행하는 주들에서 노예제를 철폐하는 법안을 제안하지는 않았지만, 1858년 "분열된 집에 대한 연설"에서 "노예제의 확산을 막고, 국민의 마음 속에 노예제의 궁극적 폐지가 불가피하다는 믿음을 심고" 싶다는 의지를 표현했다. 1850년대의 정치적 갈등은 새로 생긴 준주로 노예제를 확대할 지 여부에 대한 것들이 주를 이뤘다. 정부가 수립된 모든 준주(organized territories)는 자유주가 될 가능성이 높았기에 남부는 연방에서 분리되고자 노력했다. 북부와 남부 모두 노예제가 다른 지역으로 확장되지 않는다면 그 범위가 축소되거나 결국 폐지될 것이라고 믿고 있었다.
노예제를 반대하는 세력에 연방 정부의 통제권이 넘어갈 것에 대한 남부의 우려와 노예제 지지자들이 정부에 휘두르는 영향에 대한 북부의 혐오는 결국 1850년 말의 위기 상황을 일으켰다. 노예제의 도덕성, 민주주의의 범위, 자유 노동과 노예제 간의 경제적 이득에 대한 논쟁들은 휘그당과 무지당(Know-Nothing)이 무너지는 계기가 되었고, 새로운 정당(1848년의 자유지역당, 1854년의 공화당, 1860년의 헌법 연합)들이 생겨나게 만들었다. 1860년에 최후로 남은 전국 정당 은 민주당이었지만, 민주당 역시 분파들로 나뉘게 되었다.
노예폐지주의자 윌리암 로이드 게리슨이나 중도 공화당 지도자 링컨 등의 북부 정치인들은 토머스 제퍼슨의 모든 인간이 평등하다는 선언문 구문을 강조했다. 링컨은 《게티스버그 연설》에서 이 점을 언급하기도 했다.

1845년 미주리 타협선의 연장은 텍사스 병합 결의문의 일부였고, 1850년 타협과 1860년의 크리튼덴 타협에서는 이 선을 태평양까지 연장하는 것을 고려하기도 했다.

1787년 헌법제정의회에서 있었던 헌법 35조와 아프리카 노예 수입을 20년간 연장하는 데 대한 논쟁을 비롯해 이 시기 거의 모든 지역간 분쟁에는 노예제가 관련돼 있었다. 1793년 엘리 휘트니가 발명한 조면기(cotton gin)로 인해 하루에 가공될 수 있는 솜의 양은 50배로 늘어났고, 이런 생산 방식의 변화로 인해 남부에서는 노예 수요가 폭발적으로 증가했다. 노예주인 미주리주를 연방에 편입시킬 것인가에 대한 논쟁 끝에 1820년 미주리 타협이 이뤄지기도 했다.
하원의 함구율(gag rule)은 1835년부터 1844년 간 노예제를 폐지하는데 대한 청원을 하원에서 논의하는 것을 금지했고, "명백한 운명"론은 노예제를 확장시킬 수 있는 새로운 영토를 연방에 포함시키는데 대한 근거가 되었다. 1845년에 텍사스를 다른 영토와 함께 노예주로 합병한 것은 멕시코 전쟁(1846-1848)을 촉발시켰고, 새 영토에서의 노예제 시행에 대한 갈등은 1850년 타협으로 잠시나마 진정시킬 수 있었다. 1850년 타협의 〈윌모트 조항〉은 북부 정치가들이 멕시코로부터 정복한 영토에서 노예제를 철폐하기 위한 노력에 따른 것이었다. 헤리엇 비처 스토가 쓴 소설 《톰 아저씨의 오두막》(1852)이 인기를 끌면서 북부에서는 1850년 타협의 결과물인 도망노예법을 반대하는 목소리가 높아져갔다.
오스텐드 성명(Ostend manifesto, 1854)을 통해 남부는 쿠바를 노예주로 합병하려 했으나 결국 실패했다. 캔자스-네브래스카 법(1854)에서는 미주리 타협이 노예제를 금지한 지역에 대한 노예제 폐지 여부를 국민주권에 따라 투표로 결정하도록 했고, 이 법이 통과된 뒤 제2기 정당 구조는 무너졌다. 또, ‘피의 캔자스’ 논란 중 캔자스주에서의 노예제를 둘러싸고 미주리주의 노예제 지지자들인 보더 러피안(Border Ruffians)에 의해 자행된 대규모 부정 선거가 이뤄지기도 했다. 이 부정 선거는 친-남부 대통령이었던 프랭클린 피어스(미국 14대 대통령)와 제임스 뷰캐넌(미국 15대 대통령)이 캔자스를 노예주로 인정하려는 시도를 하게 했다. 뷰케넌은 노예제 시행에 대한 구문을 포함한 캔자스주 헌법안인 르컴튼 헌법을 지지했다.
캔자스에서 노예제를 둘러싼 갈등은 와카루사 전쟁, 로렌스 약탈 사건, 공화당 상원의원 찰스 섬너에 대한 하원 의원 프레스톤 브룩스의 상원 의회 구타 사건, 포타와토미 학살(Pottawatomie Massacre), 블랙잭 전투, 오사와토미 전투(Battle of Osawatomie) 그리고 마래 데 시뉴 대학살(Marais des Cygnes massacre) 등의 폭력적 형태로 나타났다. 그 후 1857년 대법원의 ‘드레드 스콧 판결(Dred Scott decision)’은 캔자스를 포함하여 다수가 노예제를 반대하는 지역에서조차 노예제를 허용할 수 있도록 했다.

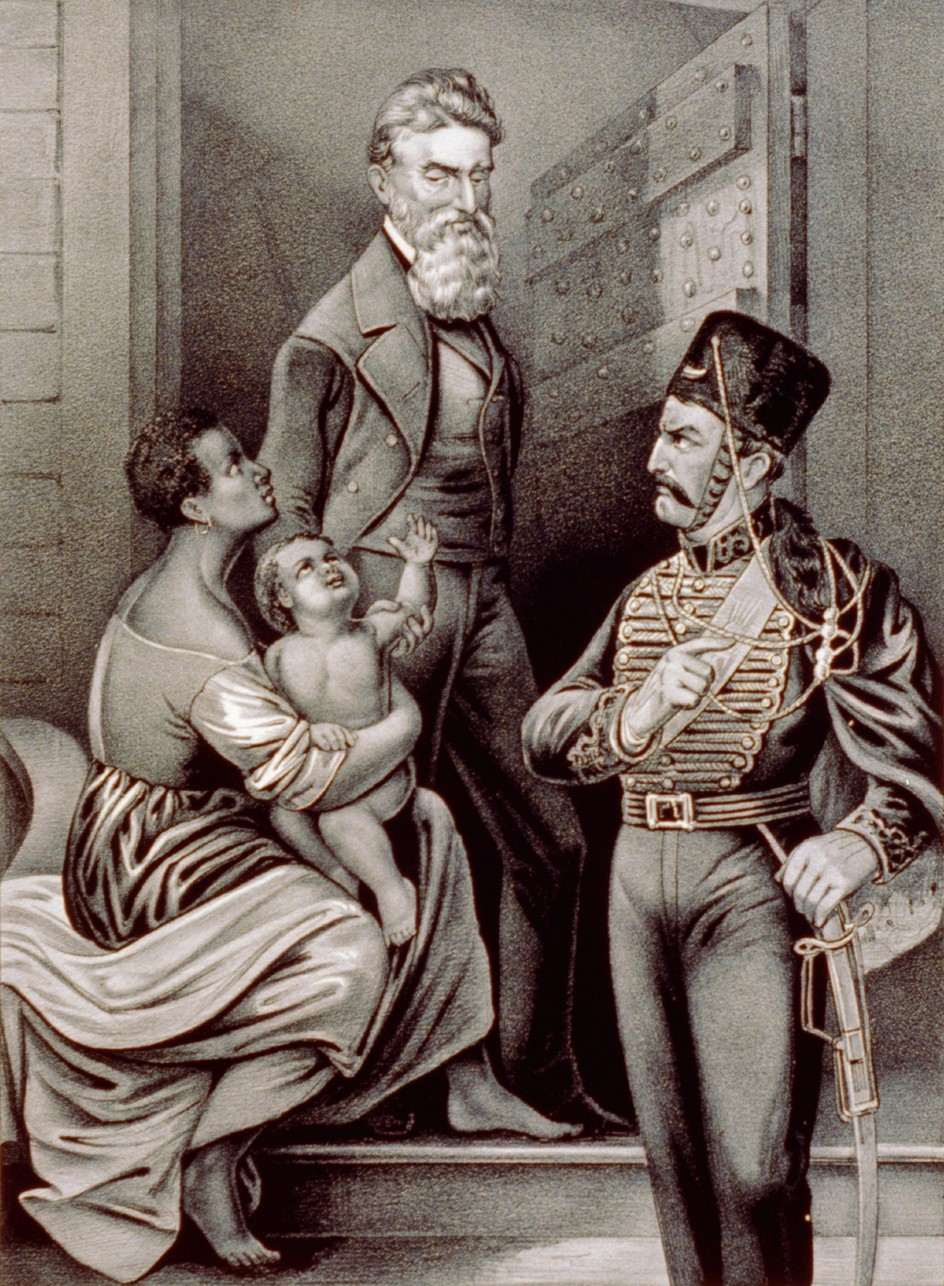
노예 반란을 시도했다 실패한 노예폐지주의자 존 브라운이 1859년 12월 2일 사형대로 끌려가는 모습을 노예 모자가 바라보고 있다

1858년의 링컨-더글라스 논쟁 중 북부 민주당의 지도자였던 스티븐 더글라스는 드레드 스콧 판결이나 국민주권의 개념에 구애받지 않고도 노예제를 폐지할 수 있다는 "프리포트 주의"를 주장해 더글라스가 르컴프턴 헌법을 입안하는 데 실패한 것과 더불어 민주당을 남부와 북부로 분열시키는 계기가 되었다. 북부 노예폐지주의자인 존 브라운은 1859년에 하퍼 페리 무기고를 습격해 노예 반란을 시도하기도 했다. 1860년에 남부 민주당은 새로 합병되는 준주에 노예제를 법으로 인정하자고 요구함으로써 남부와 북부로 나뉘는 지역 간 갈등 구조를 완성시켰다.

#### 노예제도

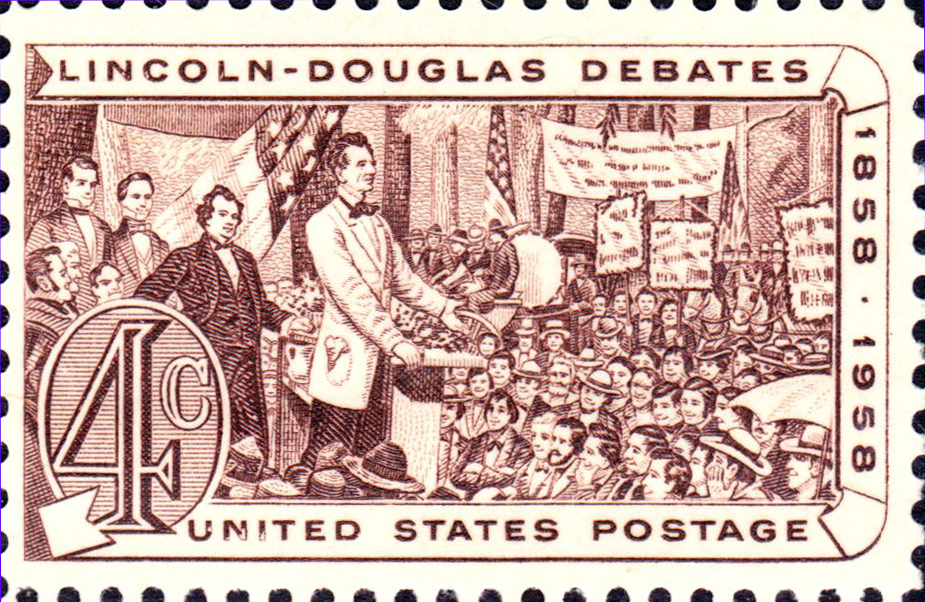
1958년 링컨 - 더글라스 논쟁을 기념하는 우표

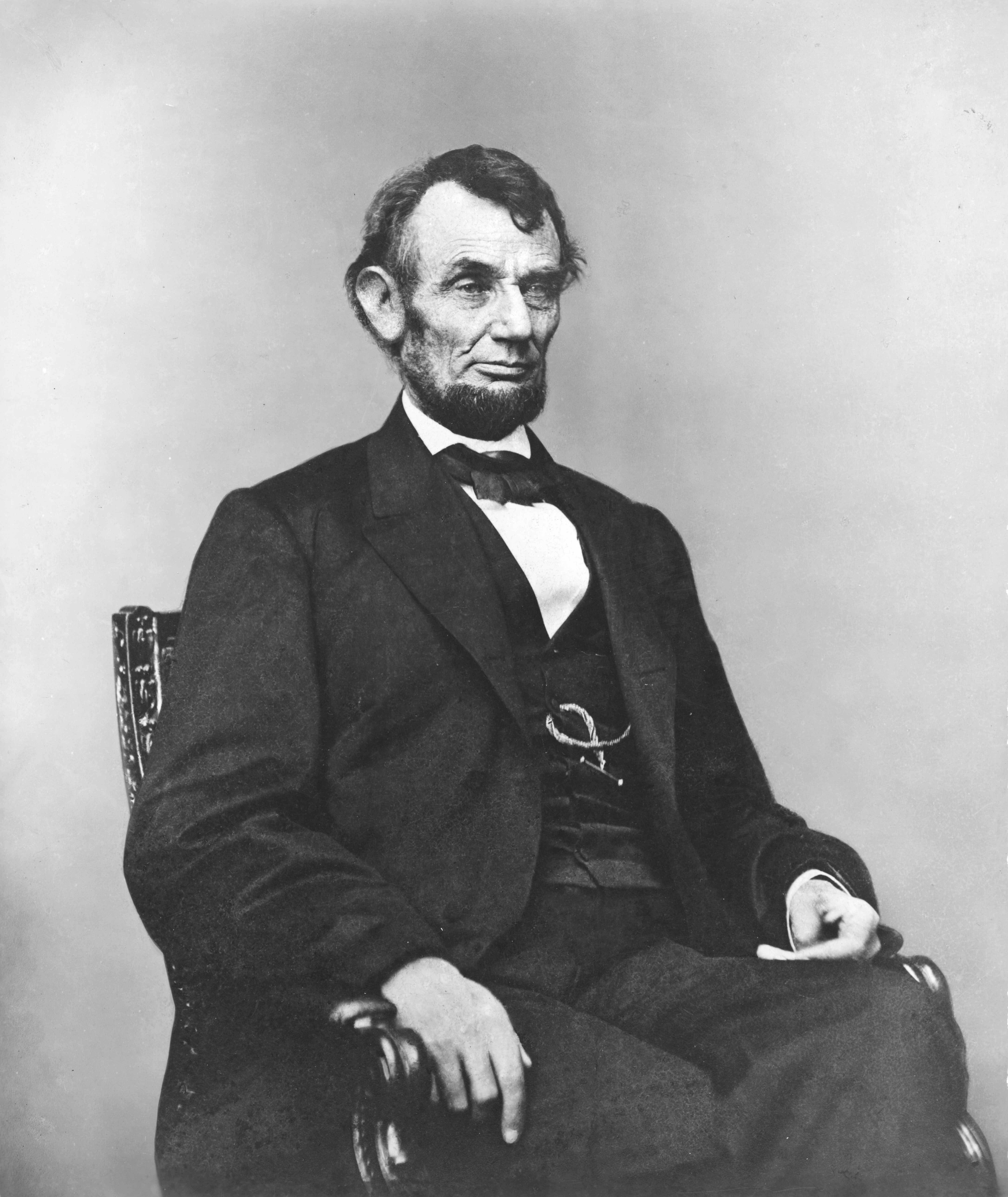
애브러햄 링컨, 제16대 대통령(1861–1865)

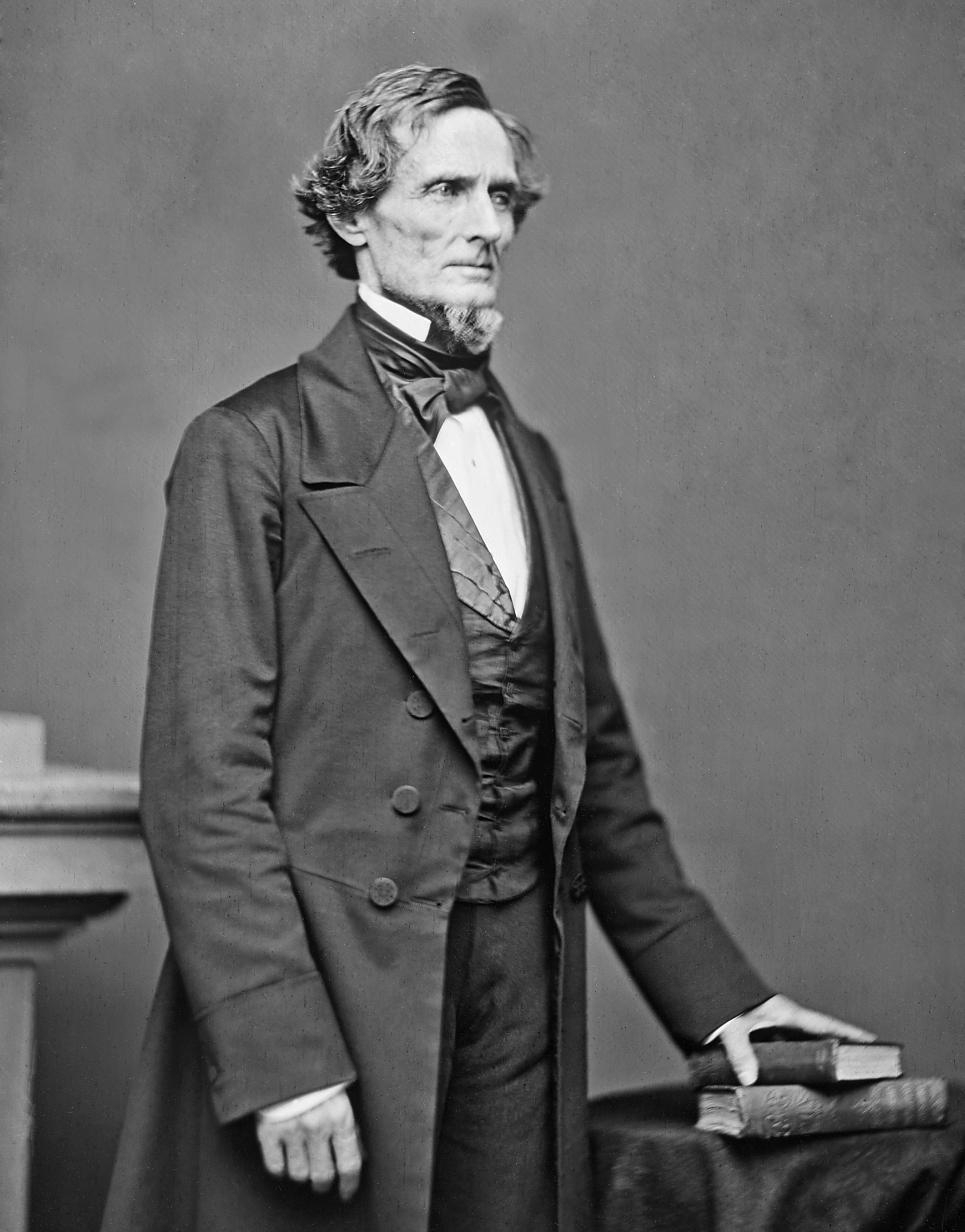
제퍼슨 데이비스 남군 대통령 (1861–1865)

연방 탈퇴를 지지하는 세력은 지역마다 존재하는 수 많은 플랜테이션 농장의 수와 밀접한 관련이 있었다. 디프사우스(Deep South)에는 플랜테이션 농장이 가장 밀집해있었기 때문에 이 지역의 주들이 가장 먼저 연방 탈퇴를 선언했다. 그보다 약간 더 북쪽에 있는 노예주(州)인 버지니아주와 노스캐롤라이나주, 아칸소주, 테네시주에는 더 적은 수의 플랜테이션 농장이 존재했고, 이 주들은 섬터 요새 전투 이후 탈퇴를 결정하기 전까지 연방 탈퇴를 계속 거부했다. 경계에 위치한 주들은 더 적은 수의 플랜테이션 농장을 가지고 있었고 끝까지 연방 탈퇴를 하지 않았다.
1860년경 남부에 노예를 소유한 백인가족들의 비율은 남부 중에서 남쪽 지역이 43%, 남부 중 북쪽지역이 36%, 그리고 남부와 북부의 경계 지역에서는 22%였다. 노예 소유주의 절반은 한 명 내지 네 명의 노예를 가지고 있었다. 1850년에 8,000여명의 농장주들은 50명 이상의 노예를, 그 중 1,800명은 100명 이상을 소유하고 있었다. 100명 이상을 소유한 1,800명의 노예 소유주들 중, 85%는 최남단 주에 살았고, 1% 정도만이 경계 지역에 살고 있었다.
95%의 흑인이 남부에 살았고, 남부 전체 인구의 1/3을 차지했지만, 북부에서는 흑인 인구가 1% 정도에 지나지 않았으며 대부분은 뉴욕과 필라델피아 같은 대도시에 살고 있었다. 따라서 노예들의 완전한 해방에 대한 걱정은 북쪽보다는 남쪽에서 훨씬 클 수 밖에 없었다.
1857년 드레드 스콧 대 샌포드 사건에 대해 미 대법원이 내린 판결은 논란을 더욱 가속화했다. 연방 대법원장인 로저 토니가 집필한 판결문에서 대법원은 다음과 같은 판결을 내렸다.
노예들은 굉장히 열등한 존재이기 때문에, 백인들이 가진 권한을 동일하게 가질 수 없다.— 1857년 연방 대법원 판결문

이 판결에서 대법원은 북위 36˚ 30' 위에 위치한 북부의 영토 내에서 노예제도를 금지한 미주리 타협도 역시 위헌이라고 판결했다. 판결문에서 로저 토니는 "북위 36˚ 30' 위의 북부 영토에 거주하는 시민들의 노예 소유를 금지하는 의회의 결정은 헌법에 근거하지 않은 사항이기에 이를 무효로 한다"고 판시했다. 이러한 태니의 판결에 대해 민주당원은 열렬한 지지를 보냈지만 공화당원들은 이 결정에 '자의적인 헌법의 왜곡'이라고 반발했다. 공화당원들은 드레드 스콧이 법적으로 소송을 제기 하지 못한다면 대법원은 미주리 타협의 합헌성에 대해 논할 권리가 없다고 주장했다. 이에 대해 링컨은 "또 다른 드레드 스콧 판결"이 북부의 주들을 노예제도로써 위협할 수 있다고 경고했다.
에이브러햄 링컨은 "노예제와 관련된 문제는 그 무엇보다 중요한 일이고, 이제는 이 사안이 너무 중요해졌기에 다른 어떤 국가적 문제도 지금은 심리 대상이 될 수 없다"고 말했다. 노예제 문제는 준주의 지배권 획득을 위한 민주당 내 파벌 경쟁과 관련이 있었고, 이 준주에서 노예 소유 규정을 명시하는 데 대한 남부 노예 소유주들의 요구는 민주당을 둘로 나누기위해 남부의 정치인들이 사용했던 쟁점이었다. 하지만 둘로 나뉜 민주당은 링컨의 당선과 연방 분리라는 결과를 낳았을 뿐이었다. 연방 분리가 화두로 떠올랐을 때, 사우스캐롤라이나의 대농장 지주이자 상원의원인 존 타운샌드는 다음과 같이 주장했다.
| “ | 우리의 적인 공화당이 정부를 그들의 손아귀에 넣기 직전이다. 공화당은 변덕스럽고 광적인 이론과 노예제 폐지라는 목적에 따라 우리를 지배할 작정이다. | ” |

위와 비슷한 의견들은 논평과 정치적 연설 그리고 연방 탈퇴에 대한 이유를 밝히는 선언문을 통해 남부 곳곳에서 표출되었다. 비록 링컨은 노예제가 이미 존재하는 주에서 이를 비합법화 하려는 계획이 전혀 없었지만, 남부 전역에 걸쳐 백인들은 노예제도의 미래에 대한 우려를 표했다.
남부군이 걱정했던 것들은 노동력을 잃음으로써 겪게 되는 경제적인 손실뿐만 아니라 인종 평등의 두려움까지 포함되어 있었다. 텍사스주는 연방 탈퇴의 이유로 아프리카 민족이 백인의 하위 민족으로 정당하게 여기어지고 있어서 반노예를 추구하는 주들이 백인의 평등의 가치를 떨어뜨리는 일을 하고 있다고 말하였다. 앨라배마주의 분리론자 에드먼드 다르간은 백인들과 자유를 얻은 흑인들이 절대로 같이 살수 없다고 경고했다. 그리고 만약에 흑인들이 자유의 몸이 되어 남부지방에서 살아갈 경우, 결과를 다음과 같이 주장하였다.
| “ | 우리가 직접 우리의 노예에 대한 형벌 집행자가 될 것이다. 북부지방의 정책은 이런 결과를 초래할 것이며, 우리는 더 가난해질 뿐 아니라 범죄를 저지르게 될 것이다. | ” |

1830년대 초반부터 미국 우정 공사 총재는 남쪽으로 보내지는 노예제도 폐지의 관한 모든 우편물을 전송하기 거부하였다. 남부지방에 사는 북부지방 출신의 선생들은 노예제도 폐지를 지지하는 기미가 조금이라도 보이면 쫓겨났고 또 노예제도 폐지론에 관한 책들은 모두 금지되었다. 그리고 남부지방의 백인들은 공화당이 노예제도 폐지를 지지하지 않는다는 주장을 믿지 않았다. 이러한 상황 속에서 북부 주들도 위협을 느꼈다. 에릭 포너에 의하면 북부지방 사람들이 노예제도를 정의에 반대되는 것이라고 보았고, 또한 그들의 근본적인 가치관과 관심사를 위협하는 것으로 보았다고 한다. 이러한 마찰들과 의심들과 근심들은 전쟁이 터지는 데에 아주 큰 기여를 하였다.
링컨은 현재 노예제가 존재하는 주에서의 노예제 시행을 보호하는 내용을 담은 《코윈 헌법 수정안》에 찬성했지만, 분리주의자들은 그마저도 무의미하다고 주장했다. 분리주의자들은 자유의 땅을 주창하던 북부주에게 캔자스주를 빼앗기자, 캔자스에 인접한 주에서 노예가 부족해져 노예 해방을 이끌고, 결론적으로 다른 남부주들에서도 연쇄적으로 노예 해방이 일어나게 되는 것을 두려워하고 있었다. 분리론자들은 공화당원들이 힐튼 로완 헬퍼 같은 노예제에 반대하는 남부 백인들과 남부의 노예들을 선동하기 위해 유화정책을 사용하는 것도 겁내고 있었다.

### 남북 지역차
지역차(Sectionalism)는 남부와 북부에서 서로 다르게 나타난 경제와 사회 구조, 관습, 정치적 차이를 말한다. 1800년부터 1860년의 기간 동안 북부 지역이 산업화, 도시화되고 생산성 높은 농장을 통해 노예제의 필요가 점점 없어졌던 반면, 가장 남쪽 주들에서는 여전히 노예 노동에 기반한 플랜테이션 농업과 가난한 백인들의 자급자족 농업이 여전히 주를 이루고 있었기 때문에 이런 지역주의 경향은 점진적으로 증가했다. 이 기간 중 남부 농장주들은 남서부의 새로운 땅(앨라배마주에서 텍사스주까지)으로 세력을 확장시켰다. 하지만 경계 주에서 노예제는 점점 줄어들고 있었고, 도시나 공업 지역에서는 노예를 찾아보기 어려웠기에(볼티모어, 루이빌, 세인트 루이스와 같은 도시에서는 노예가 점점 사라지고 있었다), 노예제에 의존하고 있는 곳은 남부 지역 중에서도 대개 시골이나 비공업지역이었다. 한편으로 면화에 대한 수요가 늘면서 노예의 가격도 급격히 상승했다.
북부 공업지역과 남부 농업지역간의 경제적 차이가 전쟁을 일으켰는지에 대해서는 역사가들 간에 논란이 있다. 대부분의 역사가들은 1920년대에 역사가 찰스 비어드가 주장했던 경제적 결정론에는 반대하며 북부와 남부의 경제가 상호보완적이었다고 강조한다.
하지만 역사가들은 두 지역간에 사회, 문화적 환경이 매우 달랐다는 것에는 동의한다. 남부에서 부자들이 모든 옥토를 소유하고 있었고, 가난한 백인 농부들은 생산성이 적은 자투리 땅을 가지고 있을 수 밖에 없었다. 노예 반란에 대한 두려움과 노예 해방 주의자들의 선전물은 남부의 군대를 노예 해방주의를 비롯한 모든 "주의"에 대해 적대적으로 만들었다.
남부인들은 자신들은 ‘미국 건국의 아버지’들이 주장한 ‘공화적 가치’(republican value)에 충실한 반면, 북부가 변화하고 있고, 새로운 "주의" 따위에 너무 쉽게 변한다고 불평했다. (워싱턴, 제퍼슨, 메디슨 등 많은 건국의 아버지들은 노예를 소유하고 있었다.) 링컨은 공화당원들이 노예제의 확장을 막음으로써 헌법 입안자들의 전통을 따르고 있다고 말했다. 노예제를 받아들일 것이냐에 대한 문제는 감리교, 침례교, 장로교와 같은 큰 개신교 종파들을 북부와 남부 종파로 가르게 되었다. 산업화로 인해 8명의 유럽 이민자 중 7명은 북부에 정착했다. 이 시기 북부에서 남부로 이사하는 백인들보다 남부에서 북부로 가는 백인들이 두 배가량 많았기 때문에, 이런 인구의 이동 문제 역시 남부인들이 방어적이면서도 호전적인 정치적 모습을 보이는데 일조했다.

### 각 주의 권한
각 주가 특정한 권한들을 가졌다는 데에 대해서는 이견이 없다. 하지만 주의 주민이 그 주를 떠났을 때도 이 권한이 지속되어야 하는지에 대해서는 논란이 있었다. 남부는 모든 주의 시민들이 자신의 재산을 소유할 수 있는 권리를 가졌고, 주를 벗어난다고 그 재산을 빼앗길 수는 없다고 생각했다. 특히 노예주들이 노예를 데리고 미국 내 어디든 돌아다닐 수 있으며 그 노예는 자유주에서도 노예로 남아있어야 한다고 주장했다. 북부 사람들은 이 권리를 부정하며, 이는 자유주들이 각 주에서 노예제를 금지할 권한에 위배된다고 반발했다. 노예제를 확장시키는데 반대했던 공화당 당원들은 특히 노예를 데리고 자유주와 준주들을 다닐 수 있는 권리에 반대했다.
남부인들은 각 주가 미연방에서 탈퇴할 권한이 있다며, 미국 헌법은 단지 주들간의 협약의 축약판에 불과하다고 주장했다. 뷰캐넌 대통령을 비롯한 북부인들은 이를 두고 "영구 연합"을 위해 노력했던 미국 조상들의 정신에 위배된다며 각 주들이 연방에서 탈퇴할 권한이 있다는 의견에 반대했다.

### 링컨의 대통령 당선
1860년 링컨 당선은 남부의 연방 탈퇴 시발점이 되었다. 코윈 수정안과 크리텐던 타협안을 통한 노력에도 타협은 실패했고, 남부 지도자들은 링컨이 노예제 확장을 중단하고 폐지한다고 걱정했다. 노예제가 있던 주들은 하원에서 이미 소수파로 전락하였고, 세력이 늘어나는 북쪽과 대조적으로 의회와 대통령 선거인단에서 앞으로도 계속 소수파로 남을 위기에 처했다.

## 연방 탈퇴

### 사우스캐롤라이나의 탈퇴
사우스캐롤라이나는 다른 어떤 연방 주보다 무효화와 탈퇴에 적극적이었다. 사우스캐롤라이나는 1860년 12월 《연방 탈퇴의 원인과 정당성에 대한 즉각적인 원인의 선언》을 채택했다. 그것에는 ‘남부에서의 노예주에 대한 권리’를 담고 있었지만, 도망노예법을 지정한 북부의 권리에 대한 비난을 담고 있었다. 그들은 북부의 주가 헌법 하의 연방의 의무를 이행하지 않는다고 주장하였다. 남부 주의 권리에 대한 모든 침해는 노예제도와 관련되어 있었다.

### 탈퇴무렵
링컨이 대통령으로 취임하기 전, 일곱 개의 주들은 북부 연방으로부터의 분리 독립을 선언했다. 그 일곱 주들은 1861년 2월 4일에 남부 정부인 ‘아메리카 연합국’(Confederate)을 설립하였다. 1861년 3월 4일부로 재임 기간이 끝남으로서 대통령 자리에서 물러나는 제임스 뷰캐넌이 작게 반발했음에도, 일곱 개의 주들은 자신의 주 경계내의 연방 정부 요새와 그 외 모든 재산 통제권을 장악하였다. 뷰캐넌이 말하길, 드레드 스콧의 결정은 남부가 분리 독립할 이유가 없었다는 것의 증거이고, 북부 연방이 “영속적이 되도록 의도”되었지만 “무력으로 주가 북부 연방에 남도록 하는 것은 의회에 허락된 권력이 아니라고 하였다.” 텍사스에 있는 전체 주둔지에 있는 미군의 1/4은 사령관 데이빗 E. 트윅스의 주 세력에 항복하였고, 데이빗 E. 트윅스는 이후, 남부 연방에 합류하였다. 남부사람들이 상원과 하원의 자리에서 사임하면서 분리 독립은 이후, 공산당원들이, 전쟁 전 남부 상원들이 반대하였던 프로젝트를 위한 법안을 통과시키는 것을 가능케 하였는데 이 법안에는 《모릴 관세》, 《토지부여대학》(모릴법), 《홈스테드법》, 《대륙횡단철도》(태평양 철도법), 《국립은행법》, 그리고 1862년 《법정통화법》의 허가가 포함된다. 1861년의 수입법은 전쟁의 자금을 대기 위하여 소득세를 도입시켰다.

### 아메리카 연합국
7개 '딥 사우스'(Deep South) '코튼 주'(Cotton States)는 사우스캐롤라이나, 미시시피, 플로리다, 앨라배마, 조지아, 루이지애나, 텍사스 순으로 1861년 2월까지 분리 독립하였다. 그래서 남부는 우선 7주가 독립하면서 1861~1863년까지 남부국기가 별이 7개가 있는 국기와 함께  아메리카 연합국이라는 새로운 남부 국가명이 탄생하였다. 그리고 이 일곱 개 주는 제퍼슨 데이비스를 대통령으로 하는 아메리카 연합국과 미국 헌법을 모델로 한 정부의 구조를 형성하였다. 섬터 요새 공격 이후, 링컨 대통령은 각 주에서 의용군을 요청하는데, 그 후 2개월이 되지 않아 네 개 노예주인 버지니아, 아칸소, 노스캐롤라이나, 테네시가 분리 독립을 선언하고서 남부군에 합류했다. 1863년 6월 20일, 버지니아주 북서부 지방은 버지니아에서 분리 독립하여 새로운 주인 웨스트버지니아로 북부 군에 합류했다. 그래서 남부 국기도 주가 더 늘었다는 이유로 완전히 다른 국기로 변경했는데 바로  남부맹방을 상징하는 국기가 새로 탄생하였다. 1861년 말 미주리주와 켄터키주는 남부군 정부를 추방하고 북부군의 실효적 지배하에 있게 되었다.

### 아메리카 합중국
23개 주(캘리포니아, 코네티컷, 델라웨어, 일리노이, 인디애나, 아이오와, 캔자스, 켄터키, 메인, 메릴랜드, 매사추세츠, 미시간, 미네소타, 미주리, 뉴 햄프셔, 뉴저지, 뉴욕, 오하이오, 오리건, 펜실베이니아, 로드아일랜드, 버몬트, 위스콘신)는 북부군의 지배 하에 남아 있었다. 전쟁 중에 네바다와 웨스트버지니아는 북부 군의 새 주로 합류했다. 테네시와 루이지애나는 전쟁 초기에 북부 군의 군사적 지배 하로 반환되었다. 콜로라도, 다코타, 네브래스카, 네바다, 뉴멕시코, 유타와 워싱턴 지역은 북부 군쪽에 서서 싸웠다. 몇몇 노예 소유의 미국 원주민 부족은 남부 군을 지원했고, 소규모의 살벌한 전쟁이 있었던 현재 오클라호마라고 불리는 indian의 영토를 주었다. 그리고 당시에 1861년부터 1863년까지  미국은 34개 주 정도였다.  미국은 1863년 1월 1일에는 링컨 대통령이 흑인 노예 해방을 선언하였다.

### 경계지역의 주(州)들
남부 주 가운데 연방 탈퇴 보다는 북부의 자유주와 타협했던 주들은 버지니아에서 분리되어 독립적인 하나의 주가 된 웨스트버지니아와 최북단에 위치하고 있으며, 노예상태에 있던 메릴랜드주, 델라웨어주, 미주리주 그리고 켄터키주였다.
메릴랜드는 남부맹방이었다. 그들은 다리를 불태우고 볼티모어에서 일어났던 반 북군 폭동을 견뎌냈었다. 그 때 링컨은 계엄령을 선포했고 군대를 불렀다. 북쪽을 뚫어 버렸던 민병대는 워싱턴DC와 볼티모어를 향해서 돌진했다. 남부맹방은 어떤 일이 일어났는지 몰랐고, 링컨 대통령은 메릴랜드 정부 요원들을 체포했다. 체포당한 사람들은 재판의 절차 없이 잡아두었고, 그렇게 링컨 대통령은 메릴랜드와 콜럼비아 지역을 확실히 통제할 수 있었다.
미주리에서 회의가 열렸는데, 이곳은 북부진영에 남아있기로 결정했다. 남부맹방을 이끌었던 클레이본 F. 잭슨은 밀리티아 주로 갔었다. 이 때 연방 군대의 나대니엘 리옹 장군은 그곳을 공격했다. 그리고 캠프 잭슨 사건 이후에 나대니엘 리옹 장군은 그자를 쫓았다. 그리고 나머지 주는 남서부의 주의 경계 쪽을 방어했다. 이후 북군을 지지하는 회의는 다시 열렸고 미주리는 일시적으로 북부진영으로서 세력을 얻었다.
켄터키는 일단 중립이라 선언했고 분리독립을 하지 않았다. 남부맹방 세력이 그곳을 1861년 9월에 처들어 갔을 때 그들은 중립임을 포기하면서도 노예 제도를 유지하려고 했다. 그리고 남부맹방을 지지하는 사람들은 남부맹방 연합을 조직했고 주지사를 취임시킨 뒤 연방 정부로부터 인정을 받았다. 그렇지만 그 반정부 세력은 곧 탈퇴를 하였고, 켄터키를 다시는 통제하지 않았다.
버지니아가 독립을 한 이후에 휠링(Wheeling)에 있는 북군 정부는 48개의 도시에 1861년 10월 24일에 새로운 정부를 구성하기 위한 법령에 투표할 것을 요청했다. 투표자의 34%가 주의 청원서에 찬성하였다(96%의 찬성) 그 결과, 많은 도시가 새로운 주의 건립에 찬성을 했다. 처음에는 새로운 정부를 카나와(kanawha)로 부르자고 했지만 1863년 6월 20일에서 조합에서 웨스트버지니아로 명명하기로 결정했다. 그 해 말에는 제퍼슨과 버켈리 주도 새로운 주로 합병되었다. 버지니아의 서쪽 국가들은 분리에 대해 겨의 2:1의 비율로 투표하였다, 비록 50국 중 24개국이 분리 쪽으로 투표하였지만. 웨스트버지니아의 군사들의 숫자는 남부맹방과 북부연방 사이에 균등하게 나뉘었다.
테네시주에서 이와 비슷한 북부 연방주의자의 독립 시도가 있었으나 남부 연방주의자에 의해 저지 되었다. 제퍼슨 데이비스는 북부연방에 고위 관료로 추정되는 사람을 3000명 넘게 검거하고 재판도 없이 그들을 감금했다.

## 남북 전쟁
전쟁 중 10,000건이 넘는 교전이 발생했었고 그 중 40%가 버지니아주와 테네시주에서 일어났다. 모든 주요전투와 많은 부차적인 전투들을 보도하던 기사들이 분열된 이후로 신문 기사는 큰 윤곽만을 보여 주게 되었다. 남북 전쟁 중 더 많은 전투 기록과 전쟁 중 군사지도력을 보여준다.

### 전쟁의 시작: 1861년
1860년에 링컨이 대통령 선거에서 승리하자 사우스캐롤라이나는 서둘러 미합중국(유니언) 탈퇴를 선언했고, 1861년 2월에 남부 여섯 개 주가 미합중국 탈퇴를 선언했다. 같은 해 2월 7일에 일곱 개 주가 남부 연합의 임시헌법을 채택했고, 또한 그 일곱 주 주도로 앨라배마주에 있는 몽고메리를 임시수도로 삼았다. 1861년 2월 워싱턴에서 열린 전쟁 전 평화회담은 위기상황을 극복하지 못한 채 결렬됐다. 미합중국은 노예제를 찬성하는 남부연합을 거절했다. 남부 연합의 군사력은 남부 경계선 안에 있는 대부분의 요새를 장악했다. 이에 맞서 뷰캐넌 대통령은 보급선 《스타오브 더 웨스트 호》를 섬터 요새에 보내 저항을 시도 했다. 그러나 요새에 도착하기 전 남부 캐롤라이나군이 보급선을 파괴해서 어떠한 군사적 성과도 거두지 못하고 작전에 실패했다. 그러나 매사추세츠, 뉴욕, 펜실베이니아의 주지사들은 은밀하게 훈련된 의용군과 무기를 사들였다.
1861년 3월 4일, 에이브러햄 링컨은 대통령에 당선되었다. 링컨 대통령은 취임 연설에서 말한바, 헌법은 이전 연방의 법령보다 더 완벽한 연합이며, 의무를 부과하는 계약이라는 점에서 영구적인 연합이기도 하며, 모든 부분은 "법적으로 자유롭다"라고 하였다. 그는 남부를 공격할 의도도 없으며, 존재하는 노예제를 끝낼 의도 역시 없지만, 연방정부 재산을 지키기 위해 힘쓰겠다고 하였다. 그 연설은 연합의 결속 재회복을 위한 탄언과 함께 끝맺었다. 남부는 대통령에게 대표를 보내었고 연방 자산을 지불하고 미국과 평화조약을 시작하였다. 링컨 대통령은 연합 의원과 협상은 무조건 거절하였는데, 이는 남부연합 정부는 합법적인 정부가 아니며 이들과 조약을 체결하는 게 완전한 독립 정부로 인정하는 것이기 때문이었다. 그러나, 주 국무장관 윌리엄 슈워드는 비공식적이고 간접적인 협상을 유도하였으나 실패하였다. 사우스캐롤라이나 찰스턴의 섬터 요새, 피켄스 요새, 테일러 요새는 연방에 남은 요새였고, 링컨 대통령은 섬터 요새를 사수하기로 결정하였다.

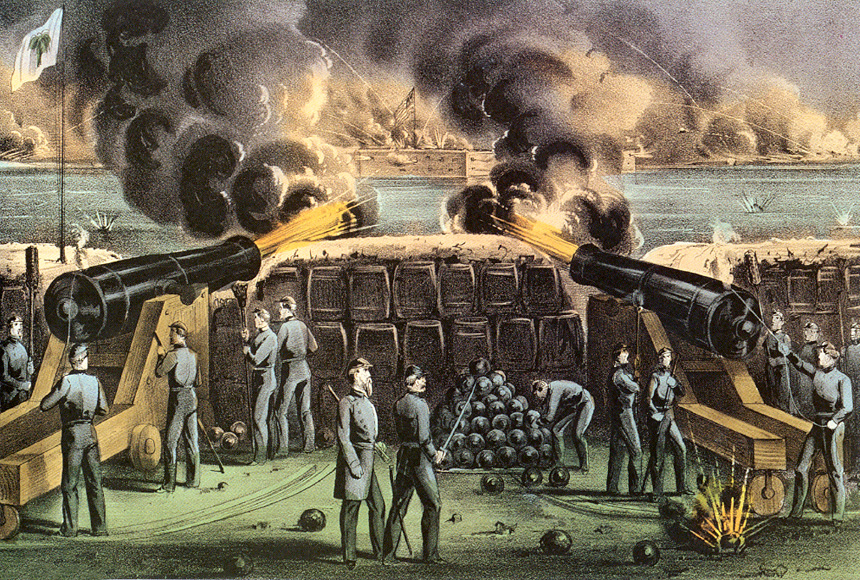
남부 연합군에 의한 섬터 요새의 포격

4월 12일 새벽 4시 30분 남부연합 대통령 제퍼슨 데이비스 지휘 아래 연합 정부 보우리가드 장군이 이끄는 부대가 섬터 요새를 포격하며 항복을 강요하였다. 북부인들은 링컨 대통령 지시 아래 모든 주 요새를 탈환하고 연방을 수호하고자 저항하였다. 대응군 규모가 너무 적어서 링컨 대통령은 90일 동안 75,000명 지원을 요청하였다. 그 전 몇달 동안 북부 의원들은 은밀하게 주 방위군을 준비하였고, 다음 날 병력을 움직이기 시작하였다. 리버티의 리버티 아스날과 미주리는 섬터 요새가 함락당하고서 8일 이후 포위되었다. 계속해서 남부연합과 협상을 반대한 남부 상단 네 주(테네시, 아칸소, 노스캐롤라이나, 버지니아)는 이제 이웃에 군사를 보내기를 거절하였고, 계승을 주장하였으며, 남부연합에 참여하였다. 버지니아에 보답하기 위하여, 남부연합 중심은 리치먼드로 옮겼다. 그 도시는 남부연합 상징이었다. 리치먼드는 복잡한 남부연합 보급선 끝에 있었고, 공격받기 쉬운 곳에 자리 잡았다. 리치먼드는 중무장 상태였지만, 셔먼이 애틀란타를 포위하자 리치먼드 향하는 보급로가 줄었고, 그랜트 장군이 남부 자본 공급주였던 피터스버그와 철로를 포위할 때 거의 중단되었다.

### 텍사스 점령: 1861년
미군 사령관 윈필드 스콧 장군은 가능한 한 적은 희생으로 전쟁에 이기기 위해 아나콘다 작전을 제안했다. 그는 북부군의 남부 주요 항구 봉쇄가 남부 경제를 약하게 할 것이고 그리고 난 뒤 미시시피강을 포획하면 남부는 쪼개진다고 생각했다. 링컨은 그 작전을 받아들였지만, 그는 리치먼드에 대한 즉각적인 공격을 반대했던 스콧의 경고를 기각했다.
1861년 5월, 링컨은 남부 모든 항구에 북부군의 봉쇄작전을 실행했다. 그리고 그 작전으로 인해 남부군으로 운송되던 정기적인 국제 운송물은 이제 운반할 수 없었다. 침입자들의 배와 화물들이 잡히자 그것들은 팔렸고 항해는 북부군에게 주어진다. 그러나 영국인 선원들은 풀려났다. 1861년 말까지 그 봉쇄는 대부분의 항구 운항을 정지시켰으며 또한 King Cotton을 닫아내림으로써 남부의 경제를 파괴시켰다. 영국 투자자들은 작고 빠른 “blockade runners(봉쇄 잠입자들)"를 만들어 무기와 버뮤다, 쿠바 그리고 바하마스에서 들여온 보물들을 고가의 면, 담배와 맞바꾸었다. 이것으로 말미암아 텍사스 주는 북부 연맹한테 점령되었다. 텍사스는 북부 연맹에 되돌아왔다.
1862년 3월 8일, 북해군은 철갑의 《버지니아호》가 봉쇄로를 공격했을 때 남해군에 대항하여 전투를 계속했다. 나무로 만든 배에 대항해 버지니아호는 막을 수 없을 것처럼 보였다. 그러나 다음날, 버지니아호는 북부군의 새로운 군함인 《모니터호》와 철갑선끼리의 전투를 치러야했다. 그 전투는 무승부로 끝났지만, 봉쇄가 견고했다는 점에서 북부군에게 전략적 승리나 다름없었다. 남부군은 북부군의 포획을 막기 위해 고의로 《버지니아호》에 구멍을 내 가라앉게 만듦으로써 그 배를 잃게되고, 북부군은 《모니터호》의 많은 복제선들을 만들어낸다. 효율적인 군함을 만들어 내는 기술이 부족했던 남부군은 영국으로부터 군함들을 획득하기위한 시도를 하기도 했다. 1865년 1월 북부군이 《제2차 피셔 요새 전투》에서 승리하고, 이 승리가 마지막으로 유용한 남부 항구를 닫게 하자 사실상 봉쇄의 운영은 끝이 났다.

### 동부 전선: 1861년–1863년

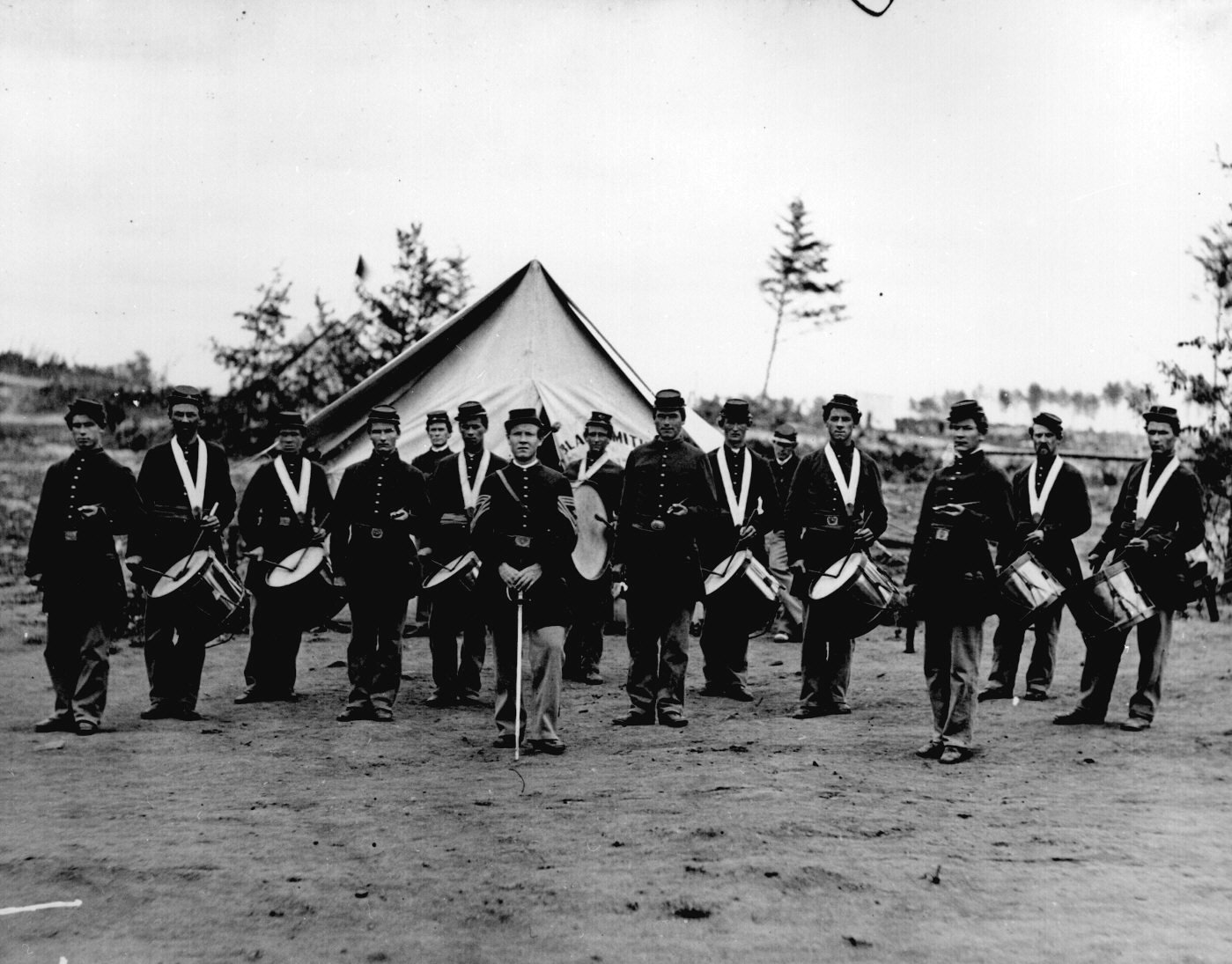
북부군 군악대

1861년 마나사스와 버지니아에서, 몇 개의 최초 남부 연방 군대의 격렬한 저항 때문에, 장교 어빈 맥도웰의 지령하의 북부 연방 군대는 불런(Bull Run)에서의 첫 전투, 다른 말로 제1차 불런 전투에서 마나사스에 멈추었고, 맥도웰의 군대는 조셉 E. 존슨, 그리고 피에르 보우리가드 장군의 지령 하의 남부 연방군에 의해 워싱턴 DC까지 후퇴하여야 했다. 남부군 장교 토마스 잭슨이 북부군에 대항하여 서있는 돌로된 벽 같다고하여 붙여진 "스톤월(Stonewall)"이라는 별명도 이 전쟁에서 붙게 되었다.
전쟁으로 인한 큰 손실에 놀라, 노예 유출의 심각성을 느꼈으며, 노예주의 북부 연방 탈퇴를 막기 위해, 미국 의회는 그 해 7월 25일, 그 전쟁의 목적이 노예제도의 종식이 아닌 주연합의 보존임을 정의하는 《크리텐든-존슨 결의안》(Crittenden-Johnson Resolution)을 가결시켰다.

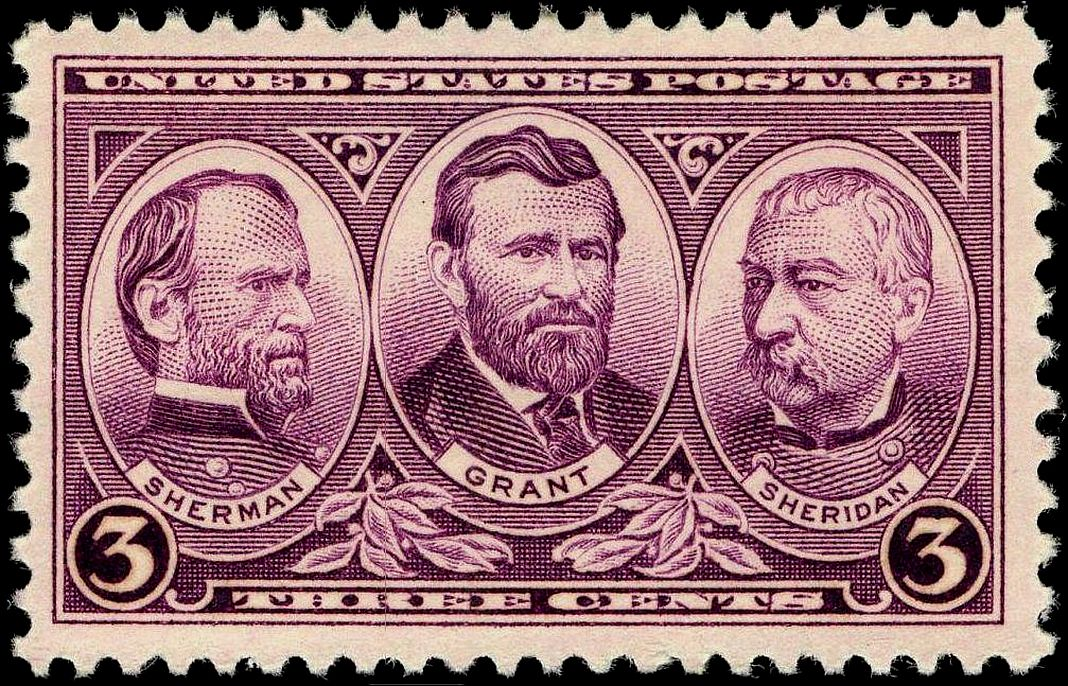
셔먼 장군, 그랜트 & 쉐리든
1937년 발행 우표

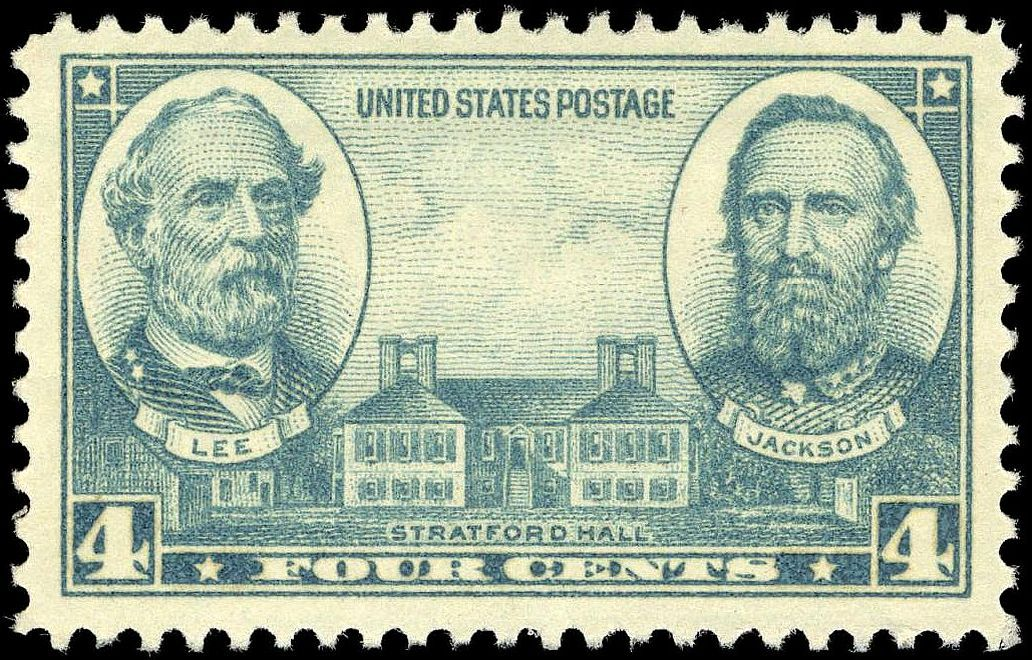
리 장군과 잭슨, 1937년 발행 우표

북부 연합 포토맥군 사령관 장교 조지 매클렐런은 7월 26일에 지령을 받았고 그 전쟁은 1862년 본격적으로 시작되었다. 공격적인 전략을 시작하라는 링컨 대통령의 강력한 요구에 따라 맥클렐런은 1862년 요크 강과 제임스 강 사이의 반도 즉 리치먼드의 남동부를 거쳐서 버지니아를 공격했다. 맥클렐런의 군대가 반도 전역의 리치먼드의 문에 도달했지만, 존스턴은 세븐 파인스 전투에서 맥클렐런군의 행진을 저지시켰다. 그 때 장교 로버트 리 그리고 그의 최고의 부하인 제임스 롱스트리트와 '스톤월' 잭슨은 7일 간의 전투에서 맥클라렌을 패배시키고 후퇴시켰다. 제2차 불런 전투를 포함하는 북버지니아 작전에서는 남부군의 잇따른 승리로 막을 내렸다. 맥클라렌은 버지니아의 존 포프의 군대에게 지원군을 보내라는 총사령관의 명령을 거부했다. 그리고 이 결정은 리의 연합군이 수적으로 두 배나 많은 적을 무찌르기 수월하게 만들었다.
제2차 불런 전투로 자신감을 얻은 남부군은 최초로 북쪽을 침입했다. 9월 5일, 리 장군은 자신의 북버지니아 군 45,000명을 이끌고 포토맥 강을 건너 메릴랜드주로 이동했다. 링컨은 포프의 병력을 맥클렐런에게 돌려주었고 리와 맥클렐런은 1862년 9월 17일 샾스버그 근처에서 미국 역사상 가장 많은 하루 사상자를 낳았던 안티에탐 전투를 치른다. 리의 군대는 여기서 마침내 저지되었고 맥클렐런이 쫓아오기 전에 버지니아로 돌아간다. 안티에탐 전투가 북군의 승리로 여겨지는 이유는 리의 침입을 저지했으며 링컨이 노예해방을 선언할 기회를 제공했기 때문이다.
조심스런 맥클렐런이 안티에탐 전투 뒤의 후속 조치를 제대로 취하지 못하자, 암브로스 번사이드 소장이 그를 교체하게 된다. 번사이드는 1862년 12월 13일 《프레더릭스버그 전투》에서 패배한다. 이 전투에서 북군은 마리의 고지(Marye's Heights)에 비효율적인 정면 반복 공격을 감행하여 12,000명이 넘는 사상자를 기록했다. 전투 후 번사이드는 죠셉 후커 소장으로 교체되었으나 후커 장군 또한 리의 군대를 이길 수 없었다. 1863년 5월의 《챈슬러스빌 전투》에서 남군보다 두 배가 넘는 병력을 보유했음에도 불구하고 후커 장군은 이 전투에서 망신을 당한다. 그해 6월 리가 두 번 째로 북쪽을 침략하자 후커는 조지 미드 소장으로 교체된다. 남북 전쟁에서 가장 많은 사상자를 낳은 《게티스버그 전투》(1863년 7월 1일~3일)에서 미드 장군은 리 장군에게 승리를 하는데 이를 두고 종종 남북 전쟁의 전환점으로 평가한다. 7월 3일에 감행된 《피켓 사단의 돌격》은 종종 남군의 절정이라고도 불리는데 이 돌격으로 북쪽에서 워싱턴을 압박하려 했던 리 장군의 계획이 수포로 돌아갔으며, 그 다음날 미시시피강에 대한 지배권에 핵심적인 미시시피주 빅스버그가 북군에게 함락되었기 때문이다. 리 장군의 군대는 28,000명의 사상자를 입었으며, 그에 비해 미드 군의 사상자는 23,000명이었다. 그러나 링컨은 미드 장군이 리의 퇴각을 차단하지 못한 것에 불만스러웠고, 미드의 가을 군사 작전이 결정적인 성과를 내지 못하자 다시 새로운 지휘자를 찾아 서부전역으로 눈을 돌렸다.

### 서부 전선: 1861년–1863년

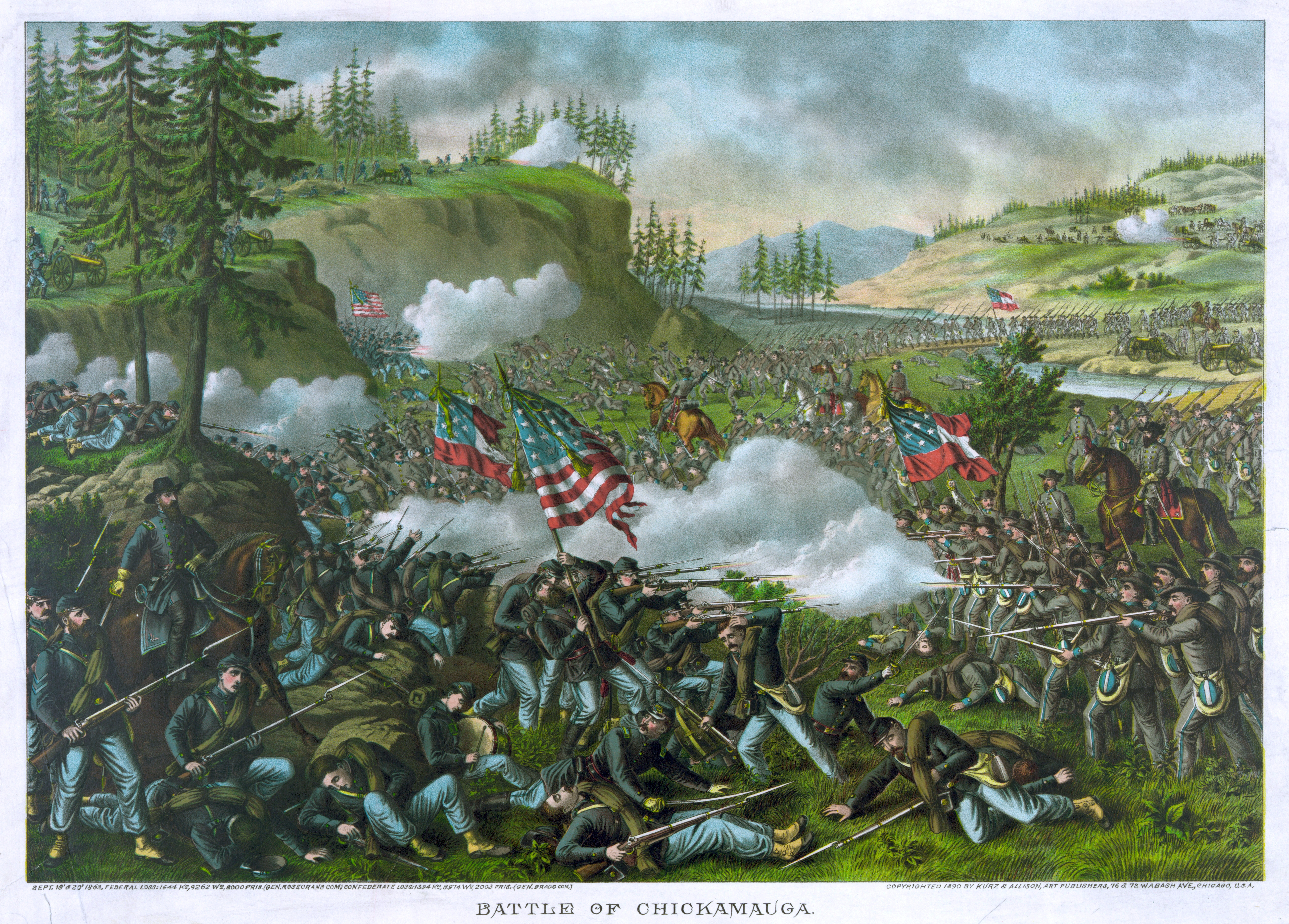
채터누가 전투는 서부전선에서 가장 사상자를 많이 낸 전투 중 하나였다.

남부연합군은 동부전역에서 수없이 많은 승리를 거두었으나 서부에서는 여러 차례 패배했다. 남부연합군은 《피 리지 전투》(Pea Ridge) 이후 전쟁초반에 미주리주로 쫓겨났다. 레오니다스 폴크의 켄터키주 콜럼버스 침략은 켄터키의 중립정책을 폐지하고 켄터키주가 남군에게서 등을 돌리게 했다. 내슈빌과 중앙 테네시는 1862년 초 북군에 함락되었다. 그리고 이는 지역식량공급과 가축의 소모를 야기했고 사회조직의 와해를 초래했다.
북군이 10번섬, 뉴 마드리드, 미주리주, 테네시주를 장악하면서 북군은 미시시피강에 대한 통제권을 확보했다. 1862년 5월, 북군 해군은 큰 전투를 벌이지 않고 뉴올리언즈를 장악했고 이로 인해 북군은 미시시피강을 상륙했다. 북군은 미시시피 강 전체의 통제권을 확보했으나 미시시피주의 요새 도시 빅스버그만은 예외였다.
브랙스튼 브레그 장군은 남부 연맹의 지원이 부족하여 켄터키 침공을 중단하고 철수할 수밖에 없었다. 그가 이끈 남부 연맹의 2번째 켄터키 침공 역시, 《페리빌 전투》에서 뷰엘 장군에게 이기나마나한 승리를 따냈을 뿐이었다. 그는 테네시주의 스톤스 강에서 벌어진 전투에서, 윌리엄 로즈크랜스 부대에게 아쉽게 패배했다. 서부에서 남부 연맹이 거둔 확실한 승리는 《채터누가 전투》다. 브레그 장군은 동부의 로버트 리 장군이 보낸 롱스트리트 부대의 지원을 받아, 소령 조지 토마스의 용맹한 방어 전선을 무너뜨리고 로즈크랜스를 패배시켰다. 로즈크랜스는 당시 브래그가 포위하고 있던 채터누가까지 후퇴했다.

### 미시시피강 주변의 전선: 1861년–1865년
미주리 지역은 게릴라 활동이 왕성한 전쟁터로 변했다. 미주리는 남북기간 중 세 번째 치열한 전쟁터였다. 서부의 다른 주들은 동쪽으로 전쟁터에서 지리적으로 격리되어 있었고, 많은 소규모의 작전이 있었다. 이 지역의 전투는 북군의 미주리와 인디언 준주, 그리고 뉴멕시코 준주를 지키는 역할을 했다. 뉴멕시코 준주에 대한 남군의 습격은 1862년 격퇴되었고, 인디언 준주를 지키기 위한 북군의 작전은 1863년 성공을 거두었다. 전쟁 말기, 북군의 《레드 강 작전》은 실패로 끝났다. 텍사스는 전쟁 내내 남군의 지배 하에 남아있었지만, 1863년 빅스버그 함락 후에 이곳은 남군에서 떨어져 나갔다. 그리하여 북군이 미시시피강 유역의 통제권을 얻게 되었다.

### 버지니아 점령과 종전: 1864년–1865년

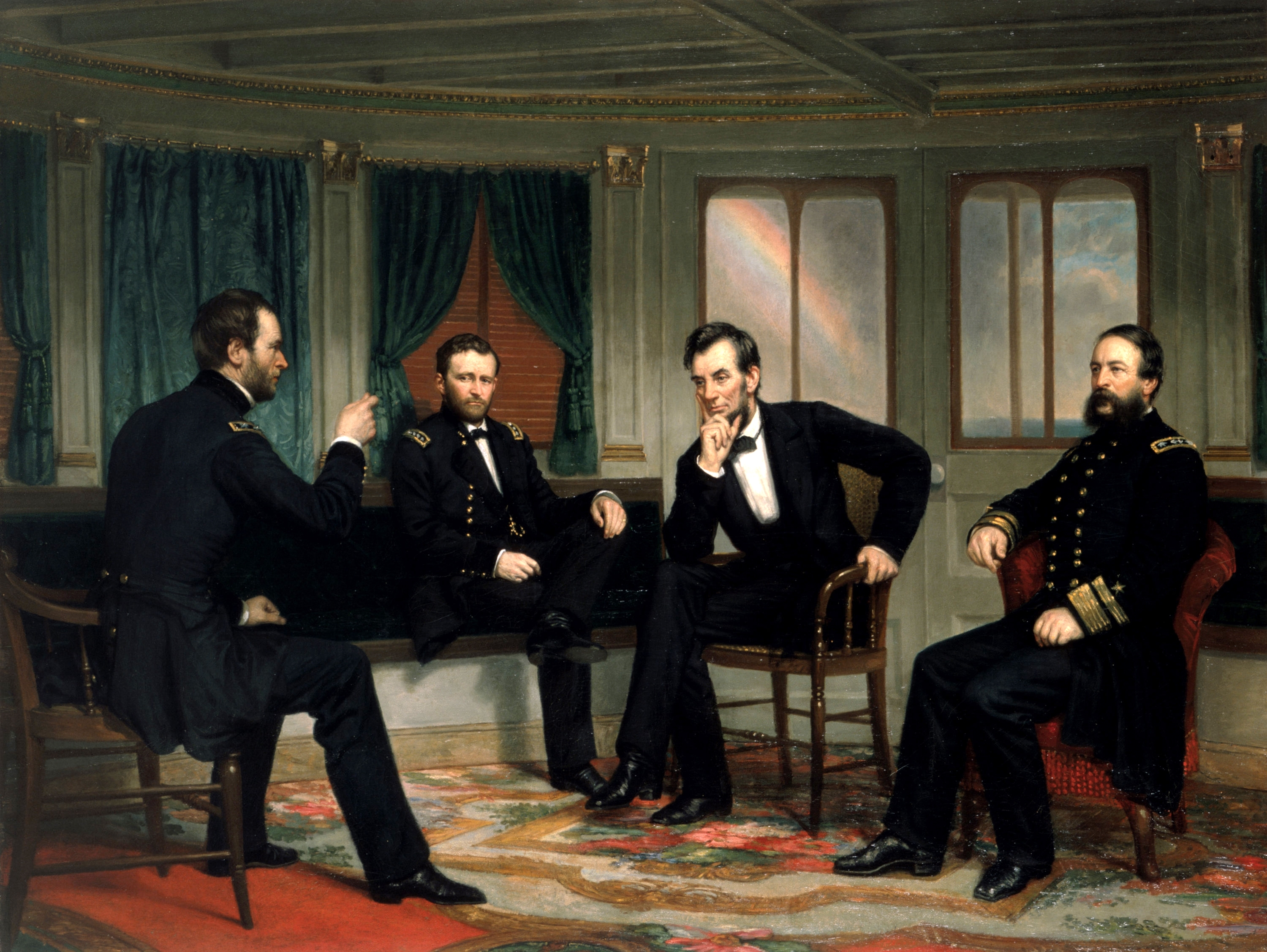
평화회담자 (1868) by 조지 P.A. 힐리. 1865년 3월 28일 《리버퀸호》에서 윌리엄 셔먼 장군, 그랜트 장군, 링컨, 데이빗 딕슨 포터 제독이 내전에 대해 토론하고 있다.

1864년 초에 링컨은 그랜트 장군을 모든 북부연방군 사령관으로 임명했다. 그랜트 장군은 포토맥 군대를 본대로 정하고 윌리엄 테쿰세 셔먼 소장에게 대부분의 서부 군대의 지휘권을 주었다. 그랜트 장군은 링컨, 셔먼과 함께 총공세의 의미를 이해하고 있었다. 그것은 남부 동맹의 군사력과 경제적 바탕의 총체적인 패배만이 전쟁을 끝낼 수 있다는 것이다. 이 총공세는 민간인 살상을 의미하는 게 아니라 집, 농장, 철도의 파괴를 뜻한다. 그랜트 장군은 남부 동맹 전체를 여러 방향에서 동시에 공격할 전략을 고안했다. 조지 미드 장군과 벤자민 버틀러 장군은 리치먼드 근처에서 리 장군을 공격하도록 명령받았고, 프란츠 시겔 장군(그리고 차후에는 필립 셰리던 장군)이 셰넌도아 계곡, 셔먼 장군은 애틀랜타를 점령하고서 바다(대서양)로 진군하도록 명령받았고, 조지 크룩 장군과 윌리엄 W. 어베럴 장군은 웨스트버지니아의 철도 보급선을 공격하고, 마지막으로 나대니엘 P. 뱅크스 소장은 앨라배마주의 모빌을 점령하게 되었다.
동부 전선의 북군은 리 장군을 지나가는 책략을 시도 했으며 동부 작전의 이 단계(그랜트의 대평원 전투)에서 여러 전투를 치렀다. 윌더니스, 스폿실베니아, 콜드 하버에서 그랜트 장군이 치룬 소모전은 북군에 큰 손실을 주었지만 리 장군으로 하여금 반복해서 퇴각하게 만들었다. 버틀러 장군 지휘 하에 리 장군을 남쪽에서 측면 공격을 하려던 시도는 버틀러 장군이 버뮤다 헌드레드 곡강에서 포위되어 실패하였다. 그랜트 장군은 집요하였고 어마어마한 손실(7개 주에 65,000명의 사상자)에도 리 장군의 북버지니아 군을 리치먼드에 잡아두는데 성공하였다. 그랜트 장군은 9개월에 걸쳐 두 군대가 참호전을 펼친 “피터스버그 포위전”에서 남군을 꼼짝 못 하게 했다.
그랜트는 마침내 1864년 《벨리 작전》에서 공격적인 필립 셰리던 장군을 찾았다. 셰리던은 《시더 크리크 전투》에서 마지막 결정적인 승리를 포함하여 초기 여러 전투에서 주발 소령을 이겼다. 그리고 셰리던은 셰난도 벨리의 농업 기반을 계속 파괴했다. 이것은 조지아주에서 이후 고용된 셔먼의 전술과 비슷한 전략이었다.
그 동안에 셔먼은 존스턴과 존 벨 후드와 함께 남부맹방의 조셉 장군을 이기면서 채터누가부터 애틀랜타까지 행진하였다. 1864년 11월 2일 애틀랜타의 가을은 링컨 대통령 재선의 매우 중요한 원인이 되었다. 후드는 셔먼의 보급로를 위협하고 테네시주의 《프랭클린-내슈빌 작전》에 침입하기 위해 애틀랜타 지역을 떠났다. 하지만 연방의 존 스코필드 소장은 후드와 싸운 《프랭클린 전투》에서 이겼으며 조지 토마스 또한 효과적으로 후드의 군대를 파괴시킴으로써 후드를 상대로 대승을 거두었다.
애틀랜타와 공급품 기지를 떠난 셔먼의 군대는 목적지를 알리지 않은 채 행군하여, 조지아주 농장 약 20%를 초토화시켰는데, 이것이 바로 ‘바다로의 행군(March to the Sea)’이다. 1864년 12월, 셔먼은 조지아주의 대서양과 인접한 사바나에 도착했다. 셔먼 군대는 수천 명 해방된 노예들이 뒤를 쫓고 있었으나 큰 전투는 없었다. 셔먼은 사우스캐롤라이나와 노스캐롤라이나를 경유해 북으로 진군했고, 남쪽에서부터 버지니아 연맹에 접근하며 리의 군대에 점차 압박을 가했다.
그러나 리 군대는 탈영과 사상자로 말미암아 그 수가 줄어든 상태였고, 그랜트 군대보다도 훨씬 더 적었다. 공화당은 4월 1일 《파이브 포크스 전투》에서 리의 군대를 피츠버그와 리치먼드에서 내몰며 확실한 승리를 거두었다. 연방 수도는 흑인 군대로 구성된 유니언25 부대 손아귀로 떨어졌다. 남아있는 연방 조직들은 서쪽으로 달아났고, 새일러 만 전투에서 패배 이후 로버트 E. 리가 공화당에 대항해 싸우는 것 자체가 전술상, 병력상 모두 불가능하다는 게 분명했다.

### 남부맹방의 항복
북버지니아 군대를 이끈 리 장군은 1865년 4월 9일 애퍼매턱스 코트 하우스 마을의 맥린 하우스에서 항복했다. 5일 후인 1865년 4월 14일 링컨 대통령은 남부 동정론자인 존 윌크스 부스에게 저격을 당했다. 링컨은 다음 날 아침 일찍 사망했으며, 앤드류 존슨이 대통령직을 맡았다. 그동안 남부 전역 남부군은 리 장군 항복 소식을 듣고서 항복했다.

## 진행

### 남부의 분리선언
1860년 대통령 선거에서 공화당은 에이브러햄 링컨을 후보로 내세워 현재 노예제를 시행하는 주들의 범위 이상으로 노예제를 확대하는 데 반대하는 선거 운동을 펼쳤다. 공화당이 선거에서 승리하자, 링컨이 1861년 3월 4일에 취임하기도 전에 7개의 남부 주들은 미합중국으로부터의 분리를 선언했다. 전임 대통령이었던 제임스 뷰캐넌과 당선인이었던 링컨의 행정부는 이 분리가 적법하지 않다고 판단하고, 이런 시도를 반란이라 간주했다.

### 섬터요새 공격
1861년 4월 12일, 남군은 사우스캐롤라이나주 섬터 요새의 군사기지를 공격하면서 전쟁을 일으켰다. 링컨은 각 주에서 자원군을 모집하도록 요청했는데, 이 요청이 있자 4개의 남부 노예주가 추가로 분리 독립을 선언했다. 북군이 초반에 경계 주들에서 승기를 잡고 해상 봉쇄에 들어가자 양 군 모두 병력을 모집했다. 1862년 9월, 링컨의 노예해방선언을 통해 남부 주들에서 노예제를 폐지하는 것을 전쟁의 목표로 하는 것을 명백히 했고, 영국이 간섭하지 않도록 설득했다.

### 게티스버그 전투
남부연합군 사령관인 로버트 리 장군은 동부 지역의 전투에서 승리를 거뒀지만, 1863년 북부로 진격하자 게티스버그 전투에서 많은 사상자를 낸 뒤 후퇴했다. 서부지역에서 북군은 미시시피주의 빅스버그를 점령함으로써 미시시피강 유역을 장악했고, 남부 연합을 지리적으로 두 개로 나눠버렸다. 1864년 율리시스 그랜트 장군이 로버트 리 장군에 맞서 지구전을 치르는 한편, 북군의 윌리엄 셔먼 장군은 조지아주의 애틀랜타를 함락시켰고 바다를 향해 진군함으로써 북부의 병력과 물질적 자원에 우세를 점하게 됐다. 반면 남군은 리 장군이 1865년 4월 9일 애포매톡스 코트 하우스에서 항복한 후 붕괴했다.

## 의미
남북 전쟁은 인류 역사상 가장 이른 진정한 의미의 산업 전쟁 중 하나라고 할 수 있다. 철도, 증기선, 대량 생산된 무기를 비롯한 다양한 군사 장비들이 광범위하게 사용되었다. 조지아주에서는 셔먼 장군이 총력전을 벌였으며, 피츠버그 주변에서 일어난 참호전은 제1차 세계대전의 전조가 되었다. 남북 전쟁은 미국 역사상 가장 참혹한 전쟁으로 남아있다. 군인 62만 명이 죽었고, 무수한 민간인 사상자들이 생겼다. 20~45세 연령의 북부 남성 중 약 10%가, 18~40세 연령의 남부 백인 남성 중 약 30%가 사망했다. 전쟁에서 북부가 승리하면서 남부 연맹과 노예제는 끝을 맞이했고, 미국 연방정부의 역할은 더 강력해졌다. 1877년까지 이어진 재건시대 동안, 미국 사회는 전쟁에서 생긴 사회, 정치, 경제, 인종적 문제들을 처리하는 데 특히 많은 노력을 기울였다.

## 남부와 북부 비교
남부군의 가장 큰 희망은 영국과 프랑스가 북부군에 대항하여 전쟁에 무력 간섭 하는 것이었다. 링컨과 국무장관 윌리엄 H. 세워드가 주도하던 북부군은 영국과 프랑스의 간섭을 막기 위해 노력했고, 만약 공식적으로 남부 연방 정부의 존재를 승인하는 국가가 있었다면 전쟁으로 위협했다(아무도 인정하진 않았다). 1861년에, 남부 사람들은 유럽에서 경제 침체가 시작되어 영국이 면화를 얻기 위해 남북 전쟁에 참여 하기를 바랐고, 따라서 자발적으로 남부의 면화 통상을 금지했다. 그러나 이러한 면화 외교는 유럽 대륙이 잉여 면직물을 가지고 있었기 때문에 실패하고 말았다. 반면에 1860년에서 1862년까지의 유럽의 곡물 수확 실패는 북쪽 곡물의 수출을 긴급히 중요하게 만들었다. “옥수수 왕(King Corn)의 힘이 면화 왕(King Cotton)의 힘보다 강하다”라는 말이 있을 정도였고 이 때문에 미국 곡물은 영국의 무역 수입량의 1/4를 차지했었던 것이 이 시기에 절반을 차지 할 정도까지 늘어났다.
영국이 일시적으로 면화 부족에 허덕일 때, 이집트와 인도에서의 증가된 면화 경작으로 부족함을 대체했다. 동시에, 전쟁은 무기 제조상과 제철 직공, 무기를 실어 나르는 영국 선박의 고용 증진을 만들어 냈다.

## 북부의 승리
마지막으로 싸웠던 콜럼버스, 조지아, 웨스트 포인트에서의 전투로 인해 결국 리 장군은 항복을 할 수 밖에 없었고 도시들 또한 윌슨의 급습으로 인해 항복했다.
4월 21일 존 모스비의 43부대의 급습으로 버지니아의 기병들은 전멸되었고, 4월 26일 조셉 존스톤의 부대는 노스캐롤라이나의 더럼에 있는 베넷플레이스에서 셔먼 장군에게 패하였다. 앨라배마, 미시시피 연방정부, 동부 루이지애나 연합, 그리고 걸프 지역은 5월 4일, 5일에 항복하였다.
남부연합 대통령은 5월 10일 체포되었고 같은 날 남부 조지아, 플로리다 정부가 항복하였다. 연방 육군 장군인 제프의 부대는 그 다음 날 항복하였고, 그를 잇달아 북부 조지아 연합도 항복하였다.
6월 23일 오클라호마의 촉토족 영역인 포트 토슨에서 스탠드 와티는 북연합 대표와 휴전 조약을 체결함으로써 남부연합 장군으로서의 역할을 끝냈다. 마지막으로 항복한 남부연합 조직 CSS의 본부는 8월 2일까지 전쟁이 끝났다는 것을 알지 못했다. 북부연방 정부에 항복하는 것을 반대했던 조직의 사령관은 나라를 위해 음모를 꾀했으나 결국 1865년 11월 6일 영국의 리버풀에서 항복을 하였고 이 항복은 남북 전쟁의 결과로 기록되었다.

## 전쟁 당시 노예 실태
전쟁 초기에는 몇몇 북부군 사령관들은 도망친 노예들을 그들의 주인에게 돌려보내야 한다고 생각했다. 1862년, 전쟁이 장기화 될 것이 명백해지자 노예제도를 어떻게 해야 하는가에 관한 문제의식은 더 일반화되었다. 남부의 경제활동과 군사 활동은 노예 노동력에 의존하고 있었다. 따라서 남부의 상업 활동이 봉쇄되고 생산 활동이 파괴되는 와중에 노예제도를 지키는 것이 비합리적인 행위로 인식되기 시작했다. 어느 한 의원이 '노예들은 절대로 중립적으로 될 수 없으며, 병사가 아닌 노동자로서 그들은 반역을 꾀하거나 북부군에 동조할 것이다.'라고 하자, 그와 같은 의원들과 급진적 공화당원들은 조속히 노예를 해방할 것에 대해 링컨을 압박했다. 이에 비해 온건 공화당원들은 점진적이고 보상체계를 갖춘 노예해방을 받아들이자고 주장했다. 평화파 민주당원, 경계주들 그리고 주전파 민주당원들은 노예해방에 반대했다. 하지만 결국 경계주들과 주전파 민주당원들은 노예해방을 북부군을 구하기 위해 필요한 전쟁의 일부로 받아들였다.
1861년 링컨은 노예해방에 대한 성급한 시도는 경계주의 상실을 의미하며, 켄터키주를 잃는 것은 전체 전투에서 지는 것과 마찬가지라고 우려를 표명했다. 처음에 링컨은 경계주와 주전파 민주당원들의 충성심을 지키기 위해 당시 전쟁장관이었던 사이먼 카메론과 미주리주의 장군 존 프리먼트, 사우스캐롤라이나, 조지아, 플로리다의 장군인 데이비드 헌터의 의견에 따라 노예해방의 시도를 모두 번복시키려고 했다.
1850년대에는 노예들이 거래, 해방, 도망 등으로 북쪽으로 주경계 지대를 탈출하였다. 이 지방에는 해방된 미국 흑인과 유럽에서 온 이민자들이 하부 남부지방보다 많았는데 이 때문에 남부지방은 노예제도가 급격히 사라질까봐 걱정하였다. 이런 두려움 때문에 남부지방은 캔자스를 노예주로 만들려고 더더욱 노력을 하였다. 1860년에는 국경지방에서 노예를 소유하고 있는 세대의 수는 전체의 16% 밖에 되지 않았다. 노예의 몸값이 치솟아 오르자 하부 남부지방으로 팔려간 노예들은 돈이 많은 소수의 백인들만이 소유 할 수 있었다.
링컨은 보상형 해방과 자발적인 식민지화에 의존한 그의 단계적인 계획이 거절될 시에 더 혁명적인 해방정책을 사용하겠다고 주 경계 지대의 주들에게 경고하였다. 컬럼비아 특별구만이 링컨의 계획을 받아들였고 그는 1862년 7월 21일 그의 내각의원들에게 노예 해방령에 대해 언급하였다. 윌리엄 수어드 장관은 링컨대통령에게 전쟁에서 승리할 때까지는 노예 해방령을 발표하지 말라고 하였는데 이는 너무 허술하면 실패로 돌아갈 위험이 있었기 때문이다. 그리고 드디어 1862년 9월에 앤티텀 전투에서 이 기회가 만들어졌고 뒤이은 참모회의에서 링컨의 해방령에 대한 지지율이 더 높아졌다. 링컨은 이 전에 이미 특히 주경지방에게 연방을 구하려면 해방령을 인정해야한다고 촉진하는 편지를 출판했다. 링컨은 나중에 노예제도가 어쩌다보니 전쟁의 원인이 되어 버렸다고 말했다. 링컨은 예비적인 노예 해방령을 1862년 9월 22일에 발표했고 최종적인 해방령을 1863년 1월 1일에 발표했다. 링컨은 하지스에게 보내는 편지에서 그의 신념에 대해 말했다.
| “ | 노예정책이 잘못된 것이 아니라면 이 세상에서 잘못된 것은 아무것도 없다. 그렇지만 나는 대통령이라는 직책이 이러한 판단과 의견에 대해 판결을 내려야 한다는 것을 이 전까지 이해하지 못했다. 내가 고백하건데 그동안 내가 결과를 지배한 것이 아니라 결과가 나를 지배했었던 거 같다. | ” |

아프리카 계 노예들은 링컨의 조치를 기다리지 않고, 자유를 찾아서 북부군으로 탈출을 감행했다. 전쟁의 초기부터, 수십만의 노예들은 북부군 지역, 특히 1862년 내쉬빌, 노포크와 그리고 햄프턴 로드 지역으로 탈출했고, 그해 셔먼의 진군이 이어지는 테네시로의 탈출이 이어졌다. 그래서 많은 북부군 지휘관들은 성인과 아동들이 읽고 쓰기를 배울 수 있는 숙소와 학교를 만들었다. 미국 선교사 협회도 남쪽으로 교사를 보내 전쟁에 기여하였다. 그들은 노포크에 학교를 설립하고 인근에 농장을 만들었다. 뿐만 아니라, 거의 18만명 이상의 아프리카계 흑인들이 북부군과 함께 군인과 선원으로 복무를 하였다. 이들의 대부분은 탈출을 했던 노예들이었다. 이러한 탈출 노예 병사 중 가장 뛰어난 부대는 제54 매사추세츠 자원 보병대였다.
남부군은 포로로 잡은 흑인 병사를 노예로 만들었으며, 필로우 요새 학살과 같이 흑인이 항복을 하려하면 총살을 시켰다. 이것은 포로 교환 프로그램의 붕괴로 이어졌고, 조지아에 있었던 앤더슨빌 포로수용소와 같이 포로들의 증가로 이어졌다. 약 13,000명의 남부군 포로들이 굶주림과 질병으로 죽어갔다.
남부의 병력 부족에도 불구하고 대부분의 남부 지도자들은 1865년까지 노예들을 징집하는 것을 반대하였다. 그들은 전쟁을 지원하기 위한 노역자로 노예를 사용하였다.
| “ | 만약 노예들이 좋은 군인들이 된다면, 우리의 모든 노예제도의 이론은 틀린 것이다. | ” |
|   | — Howell Cobb                                                                  |   |

남부 연방의 장군들인 패트릭 클레븐과 로버트 리는 나중에 전쟁에서 흑인들을 무장시키는 것에의 찬성을 주장하였고 제프슨 데이비스는 결국, 군사의 패배를 피하기 위해 노예들을 무장시키기는 계획을 지지하는 데에 설득되었다. 남부 연방은 이러한 노예 무장 계획이 실행되기 전에 애퍼매턱스에서 패배하였다.
노예 해방령은 영국 또는 프랑스의 원조를 얻는 것에 대한 남부 연방의 희망을 크게 줄였다. 링컨의 온건한 접근은 국경에 인접한 주들과 북부 연방과 같은 편에서 싸우는 전쟁 민주주의자들과 해방 노예들을 얻는 데에 성공하였다. 북부 연방이 지배하는 국경에 인접한 주들(켄터키, 미주리, 메릴랜드, 델라웨어, 그리고 서부 버지니아)은 노예 해방령에 해당되지 않았다. 켄터키 주와 델라웨어 주를 제외한 모든 주들은 단독적으로 노예 제도를 폐지하였다. 북부연방군이 남부로 이동하면서 400만명의 노예들이 노예해방령으로 자유가 되었다. 1865년 12월 6일 날 승인된 미국 연방 《제13차 수정헌법》은 마침내 노예제도가 미국의 모든 곳에서 불법이 되도록 만들었고, 이에 따라 남아있는 노예들도 해방됐다. 1865년을 기준으로 켄터키에 65,000명, 델라웨어에 1,800명, 그리고 뉴저지에 18명(1860년)이 해방되었다.
역사학자인 스테픈 오츠는 많은 신화들이 링컨을 둘러싸고 있다고 말했다. 그는 “서민들에게 인기 있는 정치인”, “진정한 기독교도”, “대악당”, 그리고 인종차별주의자 등으로 불렸다. 링컨이 인종차별주의자였다는 믿음은 불완전한 링컨의 모습에 의한 것이었다. 링컨이 국경에 인접한 주들과 북부 민주당원들의 지지를 얻기 위해 했던 말들을 선택적으로 인용한다던가, 링컨의 노예제도 반대에 대한 많은 언급을 무시한다던가, 말할 당시의 정치적 혹은 군사적 맥락을 무시한다면 링컨은 인종차별주의자로 보일 수도 있다. 오츠는 링컨이 호레이스 그릴리에게 보냈던 편지가 이러한 이유들로 계속 잘못 해석되고 있다고 말했다.

## 타국의 중재 저지
영국인들은 찰스 프란시스 애덤스를 미국을 위한 성직자로 생각했다. 그리고 영국인은 봉쇄라는 자칫 위험 할 수도 있는 변화를 꺼렸다. 남부맹방 세력은 영국의 배 제조업자들로부터 군함을 구입했다. 유명한 《앨라배마 호》는 상당한 피해를 입히게 했고, 제2차 세계대전 후의 논쟁들을 이끌었다. 그러나 노예 제도에 반대하는 대중의 의견은 유럽 정치인들, 특히 영국인들에게 정치적인 책임을 물었다. 1861년 후반에는 영국과 미국 사이에서 트렌드 사건 때문에 전쟁의 기운이 감돌았다. 영국의 해군이 남부맹방 세력의 두 명의 외교관들을 잡아가기 위해서 증기선을 보냈다. 그러나 링컨이 그 두 외교관을 풀어준 후에는 문제가 잘 해결되었다.
1862년에 영국은 전쟁의 위협이 있는 미국과의 중재를 고려했다. 소문에는 귀족 팔메르스션이 중재를 하느냐 마느냐를 결정할 때 소설 《엉클 탐스 캐빈》을 세 번 읽었다고 한다. 북군은 안티에탐과의 전쟁에서 승리했고, 그것은 영국의 중재를 미루도록 했다. 노예 해방론자들의 주장은 남부맹방을 지지하는 사람들의 정치적 책임을 강화시켰다. 그리고 남부 연합이 동조함에도 불구하고, 프랑스가 멕시코를 점령한 것은 궁극적으로 북군과의 전쟁을 막았다. 전쟁 후에 남부연합에서는, 그들을 외교적으로 인정을 한다면 노예 제도를 폐지하자고 제안했다. 그러나 런던과 파리에선 그것을 고려하지 않았다.

## 승리 그리고 전쟁이 남긴 상처
역사가들은 사이에서 남부군의 전쟁 승리 가능성에 대한 토론이 있었다. 대부분의 학자들은 산업화로부터 얻은 힘과 인구수가 남부군이 뛰어 넘을 수 없는 북부군 만의 강점 이였다고 강조했다. 학자들은 연방에 가입하여 행동하는 것은 단지 패배를 늦춰줬을 뿐이라고 주장했다. 남부의 역사학자 쉘비 푸트(Shelby Foote)는 이러한 관점을 다음과 같이 간단 명료하게 표현했다.
| “ | 제가 생각하기에 북부 군은 남부 군을 상대 할 시에 한 손으로만 싸웠다고 생각합니다. 만일 남부 군이 북부 군을 상대로 더 많은 승리를 거뒀더라면 북부 군은 뒤에 감추고 있던 나머지 손까지 동원해 싸웠을 겁니다. 만일 그렇게 됐더라면 전 남부군이 전쟁에서 승리 할 단 한번의 기회조차도 없었을 거라고 생각합니다. | ” |

남부 연맹은 독립에 성공하는 것을 영원히 지속 될 것만 같던 링컨의 임기기간에서 찾았다. 그러나 링컨이 1864년 대통령 선거에서 맥클렐런에게 승리하자 남부 연맹이 가지고 있었던 정치적 승리에 대한 바람은 모두 사라졌다. 이 시점에 링컨은 경계선 상에 위치한 주들과 전쟁주의자 민주당의원, 해방된 노예 그리고 영국과 프랑스로부터 지지를 얻어냈다. 링컨은 민주당의원과 맥클렐런으로부터 승리를 거두면서 남부에 지지를 보냈던 북부사람과 그들의 평화의 연단을 처단했다. 링컨은 또한 전쟁에서 남부군에 대항하여 북부 군에게 수많은 이득을 안겨줬던 그랜트와 셔먼 같은 장군을 발굴해 냈다. 피비린내 나는 전투에서 물러섬이 없었던 장군들은 승리를 거뒀다. 그러나 남부 군에는 이러한 장군이 없었다. 이러한 까닭에 1864년 말 이후로는 남부군에게선 승리의 희망을 찾아 볼 수 없었다.
반면에, 제임스 맥퍼슨 장군은 북부의 인구와 자원의 이점이 북부의 승리를 가능하게 했지만, 이는 필연적인 현상은 아니었다. 연방은 이기기 위하여 적의 영역을 침범하고 차지할 필요가 없었고, 이기는데의 비용이 너무 높다고 북부를 설득하기 위하여 방어전만 벌이면 되었다. 북부는 적의 광대한 영토를 정복하고 차지하여야 하였으며 연방을 물리쳐야 했다. 또다른 중요한 요소 중 하나는 국제적 목적을 합리화하기 위한 링컨 대통령의 말솜씨와 국경주들을 북부의 관할로 지켜내가 위한 그의 기술이었다. 비록 해방을 향한 링컨 대통령의 접근은 느렸지만, 노예 해방령은 대통령의 전쟁에 대한 압력의 효과적인 반영이었다.
남부 연합 정부는 군사적인 전쟁에 관련되어 유럽, 특히 영국과 프랑스를 얻기 위한 시도에 실패했다. 남부 지도자들은 북부 연합군이 만든 남부 항구들과 도시들을 둘러싼 봉쇄로를 깨기 위해 유럽의 힘을 얻어야만 했다. 링컨이 해군이 만든 그 봉쇄는 상품 무역을 멈추는 데 95%이 효과가 있었고 결과적으로 남부의 수입품들과 수출품들은 급격하게 감소했다. 유럽인들에겐 풍족한 면화와 노예제에 적대심을 가진 영국, 여기에 덧붙여 링컨의 대서양 해군봉쇄와 걸프의 멕시코 해군봉쇄까지. 이 모든 것들이 영국이나 프랑스 어느 한 국가라도 전쟁에 참여할 기회를 극심하게 떨어뜨렸다.
더욱 산업화된 북부에서는 교통, 재정적 지원과 더불어 무기, 군용품, 군수 물자와 같은 생산품을 지원하였다. 위의 표는 전쟁 초기의 미국 남부 연합과 비교한 북부의 상대적 수익을 나타낸다. 전쟁 기간 동안 경제의 성장으로 북부의 수익은 급속히 확대된 반면, 남부 연합의 영역은 수축되었고 경기 또한 약화되었다. 1861년, 북부 연합의 인구 수는 2200만, 남부 연합은 900만이었다. 남부의 인구는 350만 명 이상의 노예와 약 550만 명의 백인으로 이루어져 있었다. 즉 북부의 백인 인구는 남부의 백인 인구보다 4배 이상 많았다. 북부가 증가하는 남부 영역을 수비대를 주둔시켜 통제하면서, 그리고 남부의 미시시피 강 저편의 일부분을 차단하면서 이러한 백인 인구의 격차는 더욱 벌어졌다.
초기에 북부는 조선소, 기선, 강 배, 그리고 함대의 80% 이상을 통제하였다. 북부는 대규모의 조선업 계획으로 이러한 통제를 증대시켰다. 이것은 북부로 하여금 하천계를 통제할 수 있게 하였고, 남부 해안선 지역 전체를 차단할 수 있게 하였다. 북부 도시 사이의 훌륭한 철도로는 군대와 군용품들을 빠르고 값싸게 이동시킬 수 있게 하였다. 북부의 철도에 비해 훨씬 더 작은 철도 체계를 늘리거나, 손상을 수리하거나, 심지어 일과 관리를 수행할 수 없었던 남부의 교통은 더욱 더 침체되었다. 데이비스는 긍정적이며 생산적인 주지사 와의 관계 유지에 실패하며 지역 자원을 끌어내는데 실패했다. 남부의 세계 경제에 대한 “King Cotton”이라는 잘못된 생각은 남부를 봉쇄가 시작되기 전에 목화를 수송하기 거절하는 등의 서투른 외교술로 이끌었다.
노예 해방령에 따라 해방된 흑인들과 탈출한 노예 흑인들 모두 북부 군에 입대할 수 있게 되었다. 약 190,000명의 지원으로 북부 군은 근본적으로 노예제도의 정당성의 약화를 두려워하며 북부의 인력 자원을 따라가지 못하는 남부보다 수적의 이득을 더욱 크게 볼 수 있었다. 해방된 노예들은 대부분 수비대 일을 했고, 1864-1865년 사이의 많은 전쟁에 참전했다. 177,000명의 독일 출신과 144,000명의 아일랜드 공화국 출신을 포함해 많은 유럽 이민자들은 북부 군에 입대했다.

### 재건
북군 지도자는 전쟁의 완료보다도 승리가 더 필요하다는 것에 동의했다. 이것은 연방탈퇴가 없어져야 하고, 모든 방면에서 노예가 사라져야 한다는 두가지 전쟁의 목표를 포함해야만 했다. 그들은 이러한 목표를 위하여 규범을 무시했고, 그들은 또한 남부에 가해질 북부연방 정부에 의한 제재의 정도에 반대했고, 남부가 북부연합에 재통합되는 과정에도 반대했다.
전쟁의 초기에 시작되어 1877년에 끝난 재편입은 복합적이었고, 북부연합과 국가 정책에 변화를 일으켰다. 오랜 기간에 걸쳐서 이것은 헌법에 3가지 편입 개정안을 만드는 결과를 낳았다. 이러한 13번 째 개정안은 노예제 폐지에 관련된 것이었고, 14번 째 개정안은 북부 연방의 보호를 인종에 관계없이 모든 사람에게 늘리는 것이고, 15번 째 개정안은 투표권 행사에 있어서 인종적 제한을 폐지하는 것이었다. 이러한 재편입은 다른 시간에 다른 주들에서 이루어지게 되었고, 1877년의 절충안에 의해 마지막 세 개도 끝났다.

### 결과
1865년 봄, 남부군이 항복하면서 미국의 노예 제도는 사실상 끝이 났다. 링컨 대통령은 《노예 해방 선언》에서 남부군 소속 지역의 노예들을 해방시킬 것을 선포했고, 이로 인해 남부의 모든 노예들은 자유의 몸이 되었다. 멕시코 접경지대와 남부 지역의 북부군 관할 구역 노예들은 주정부 시행안(state action) 나 1865년 12월 6일 비준된 수정 헌법 제13조 로 하여금 해방되었다. 약 400만 명의 흑인 노예가 1861년부터 1865년 사이에 해방되었다.
북부의 완전한 복구 작업은 재건 시대 라고 알려진, 전후 상당히 혼란한 시기에 이루어졌다. 전쟁으로 인해 103만 명의 사상자(당시 인구의 3%)가 발생했고, 사상자 중 62만 명은 군인이었으며 그 가운데 2/3는 질병으로 인한 사망이었다. 남북 전쟁은 미국이 지금껏 참여한 모든 전쟁에서의 사망자 수와 맞먹는 수많은 미국인들의 죽음을 초래했다. 전쟁을 유발한 원인과 그 타당성 여부는 물론이고, 남북 전쟁이라는 그 명칭 자체도 오늘날까지 끊임없이 이야기되는 소재이다. 1860년대의 인구조사에 따르면, 13~43세 백인 남자 전체의 8%가 전쟁으로 인해 사망했고, 이 수치는 북부 인구의 6%, 남부의 18%나 된다. 약 56,000명의 군인이 남북 전쟁 중 감옥에서 죽었다.
전쟁으로 인한 사망자가 이렇게 많은 이유 중 하나로 돌격 등과 같은 나폴레옹 식 전술의 사용을 들 수 있다. 그리고 더욱 정밀한 강선의 개발과 미니에 탄환, 그리고 전쟁이 거의 끝날 무렵 북군에 의해 사용된 ‘스펜서 연발총’이나 시험적으로 사용되기 시작한 ‘개틀링 기관총’에 의해, 개활지에 포진해 있던 수많은 병사들은 전투가 시작되자마자 무참히 살해당했다. 이로 인해 제1차 세계대전 당시 주요한 전략으로 쓰인 전쟁 참호가 탄생했다.

## 작품

### 소설
- 바람과 함께 사라지다 (1936년 마거릿 미첼)
- 붉은 무공훈장 (1895년, 스테판 크레인)

### 영화
- 게티즈버그
- 신과 장군들(Gods and Generals)
- 영광의 깃발
- 바람과 함께 사라지다 (1939년, 감독 : 빅터 플레밍)

### 드라마
- 존 휴스톤의 전사의 용기(The Red Badge of Courage, 1951)
- 미니시리즈 남과 북(North and South, 1985,1986)

## 같이 보기
- 내전
- 게티즈버그 전투
- 제1차 불런 전투
- 제2차 불런 전투
- 빅스버그 전투
- 셔먼 장군의 대행진
- 노예주와 자유주
- 경계주

## 참고 문헌
- 《남북 전쟁 : 새로운 자유의 탄생》, 박정기 저, 삶과꿈(L&D), 2002년 4월, ISBN 89-7594-561-8